# Musée des Beaux-Arts (Boston)
Le musée des Beaux-Arts, à Boston, en anglais : Museum of Fine Arts, Boston, dans le Massachusetts, est l'un des plus grands musées des États-Unis.
L'institution fut fondée en 1870 et ouvrit en 1876, après avoir emprunté une grosse partie des collections du Boston Athenæum. Le musée a emménagé dans ses locaux de Huntington Avenue en 1909.
Ses collections sont variées ; parmi les domaines les mieux représentés figurent l'Antiquité, notamment de l'Ancien Empire égyptien, et la peinture française de la fin du XIXe siècle, avec par exemple la grande toile D'où venons-nous ? Que sommes-nous ? Où allons-nous ? de Paul Gauguin.

## Fonctionnement
Environ 1 500 personnes travaillent bénévolement pour le musée.
Les missions des bénévoles sont diverses : assurer la promotion de l'institution culturelle dans la ville, s'occuper des guichets, guider les visiteurs dans le musée, etc.
L'entrée au musée est payante, même s'il existe des abonnements annuels. Tous les élèves du niveau CM2 de la Nouvelle-Angleterre bénéficient d'une visite gratuite du musée. Le musée accueille quelque 60 000 enfants chaque année.

## Collections

### Égypte ancienne
Le musée des Beaux-Arts de Boston présente une remarquable collection égyptologique rassemblant près de 45 000 objets. L'une de ses œuvres phares est sans doute la statue de Mykérinos et de sa femme provenant de Gizeh.

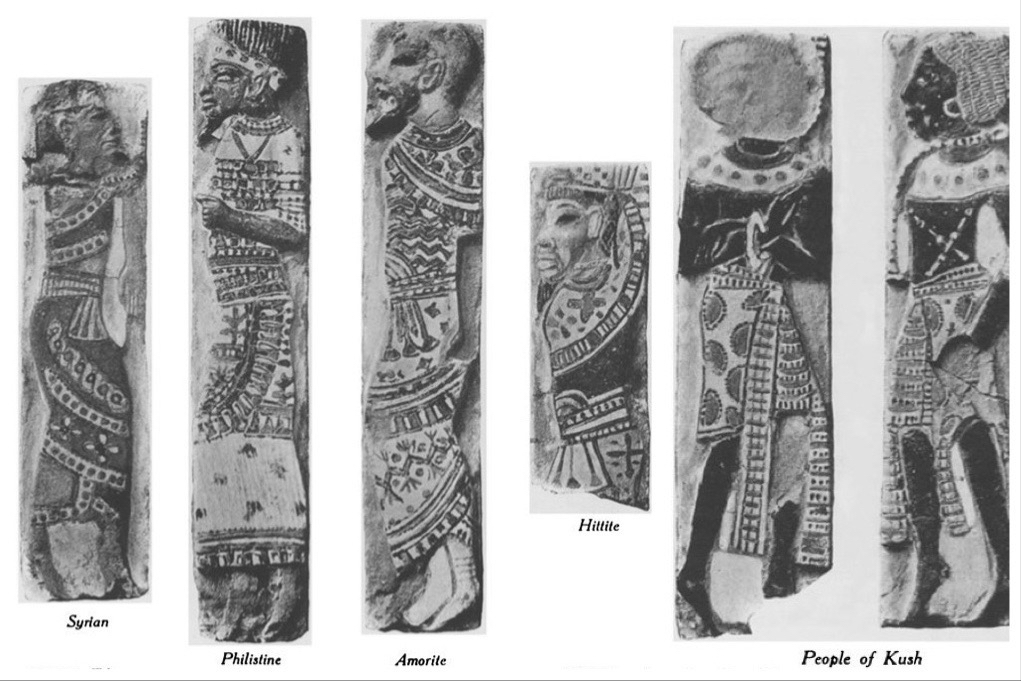
Tuiles des prisonniers de Ramsès III (en)
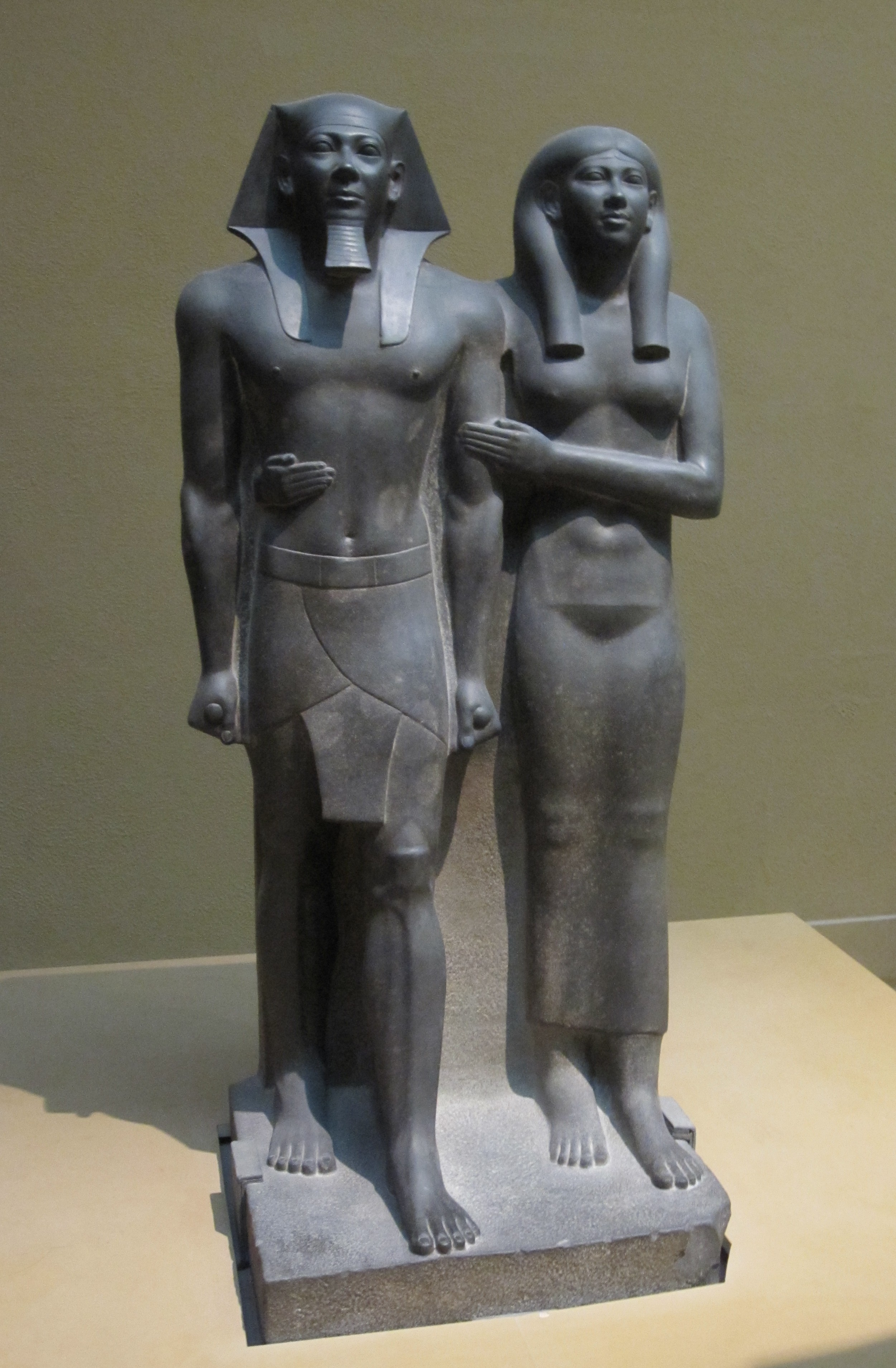
Le roi Menkaurê (Mykérinos) et la reine , vers 2490–2472 av. J.-C.
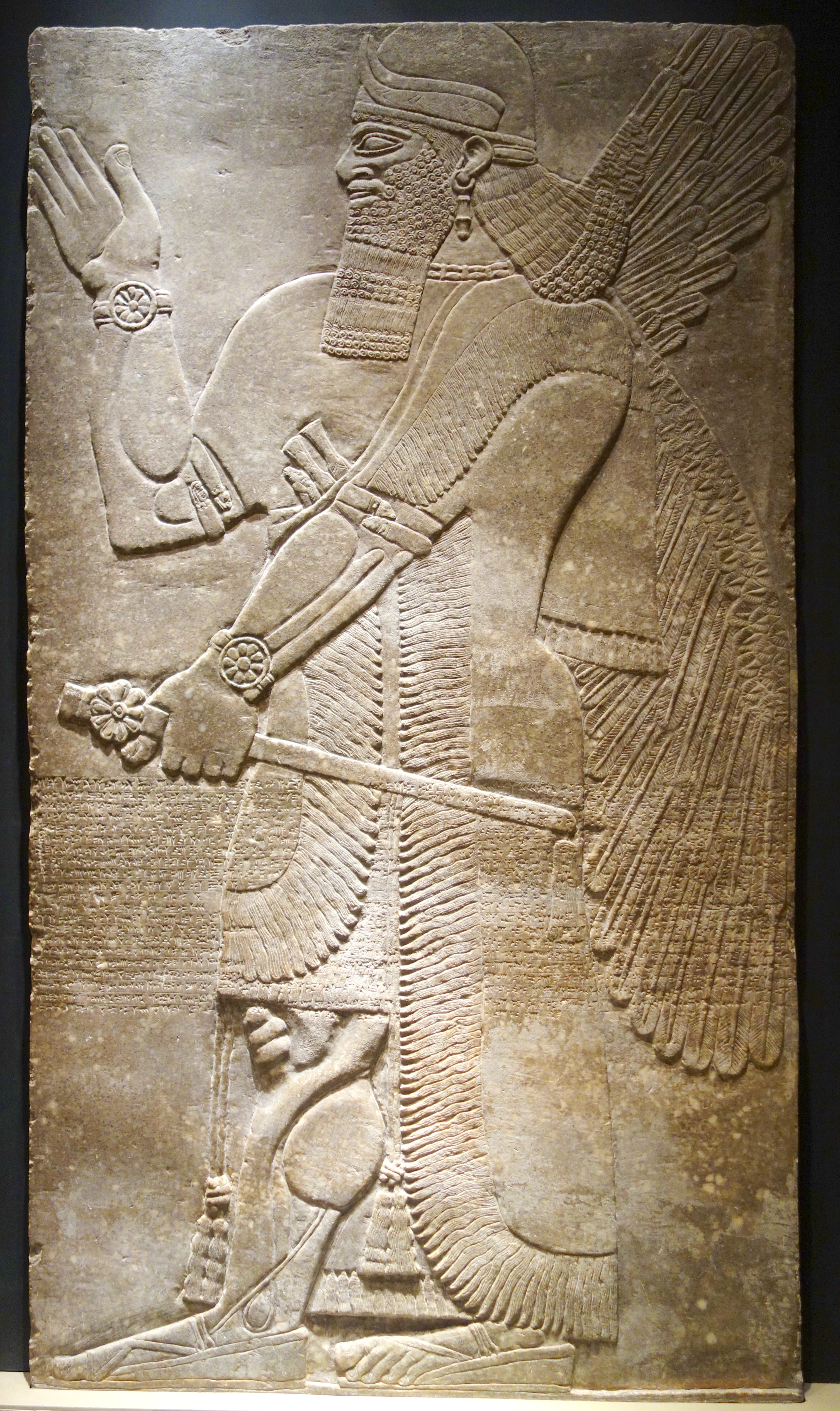
Divinité protectrice ailée , vers 883–859 av. J.-C.
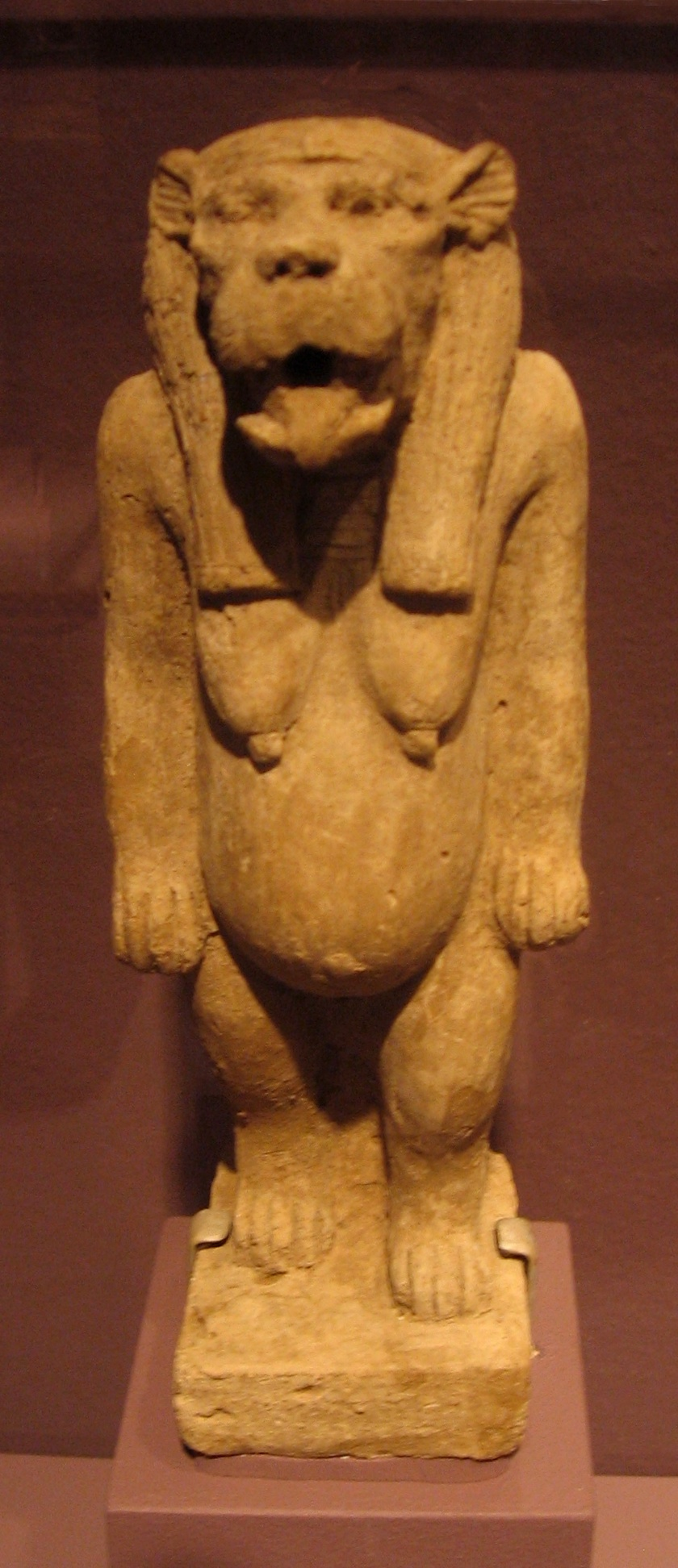
La déesse Tawaret, vers 623-595 av. J.-C.
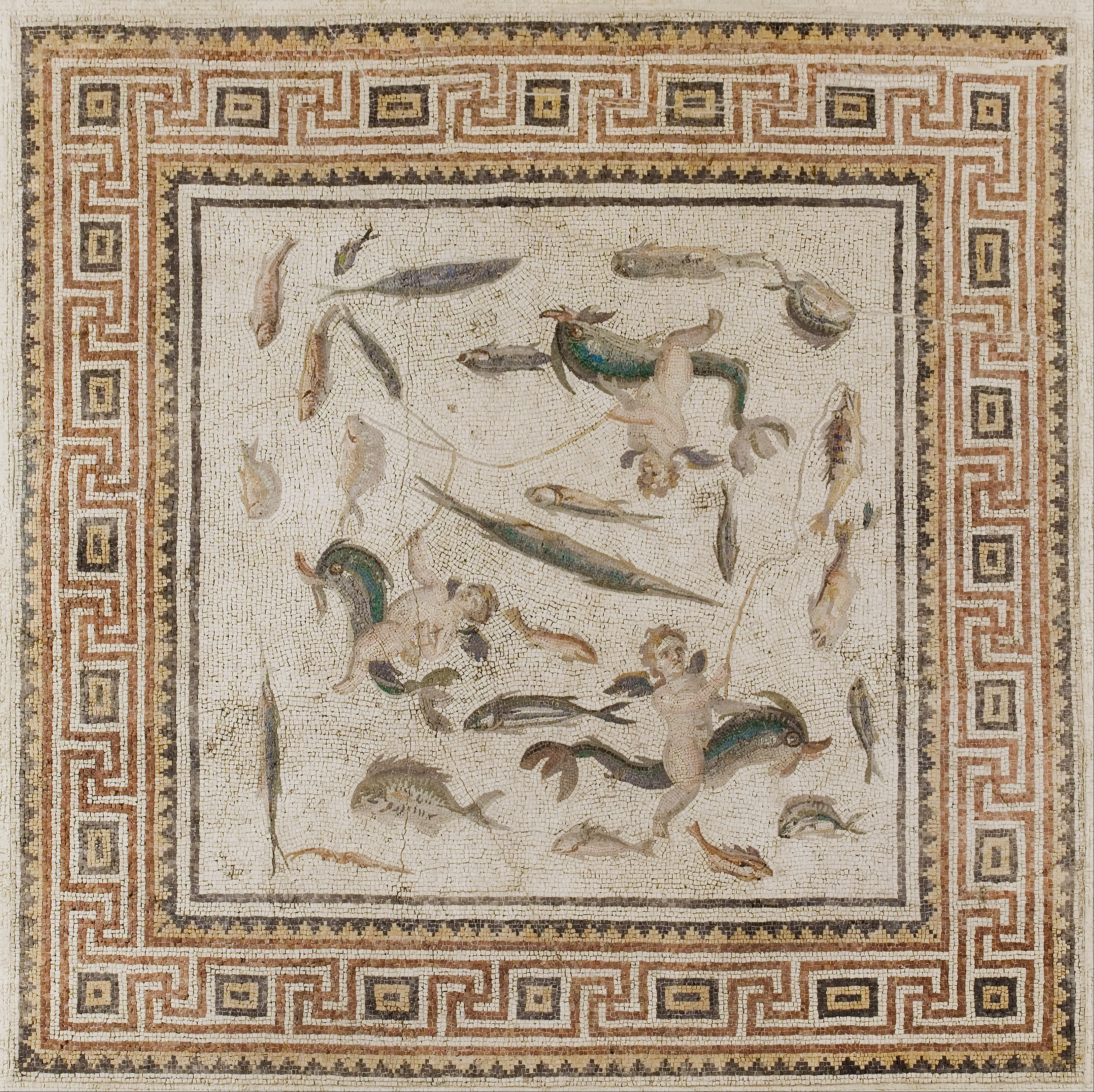
Mosaïque marine, vers 200–230

### Arts asiatiques
Le musée possède de nombreuses œuvres asiatiques, dont la plus grande collection d'œuvres japonaises au monde en dehors du Japon.
Vues par un esthète français en 1952 :
« La collection d'Extrême-Orient est prodigieuse. De grands paravents au pinceau du XVIIIe siècle me fascinent. Et tous les grands japonais sur fond d'or, autour d'un petit jardin chinois. Objets et étoffes rarissimes. Dans la réserve des œuvres japonaises et chinoises, encore quatre paravents, des fleurs de printemps à la gouache en bas, enlevées sur fond d'or à la feuille, traités sans graphisme avec une fraîcheur et une spontanéité inimaginables. »
(André Fraigneau, Escales d'un Européen, éditions du Rocher, 2005, p. 205 et 207).

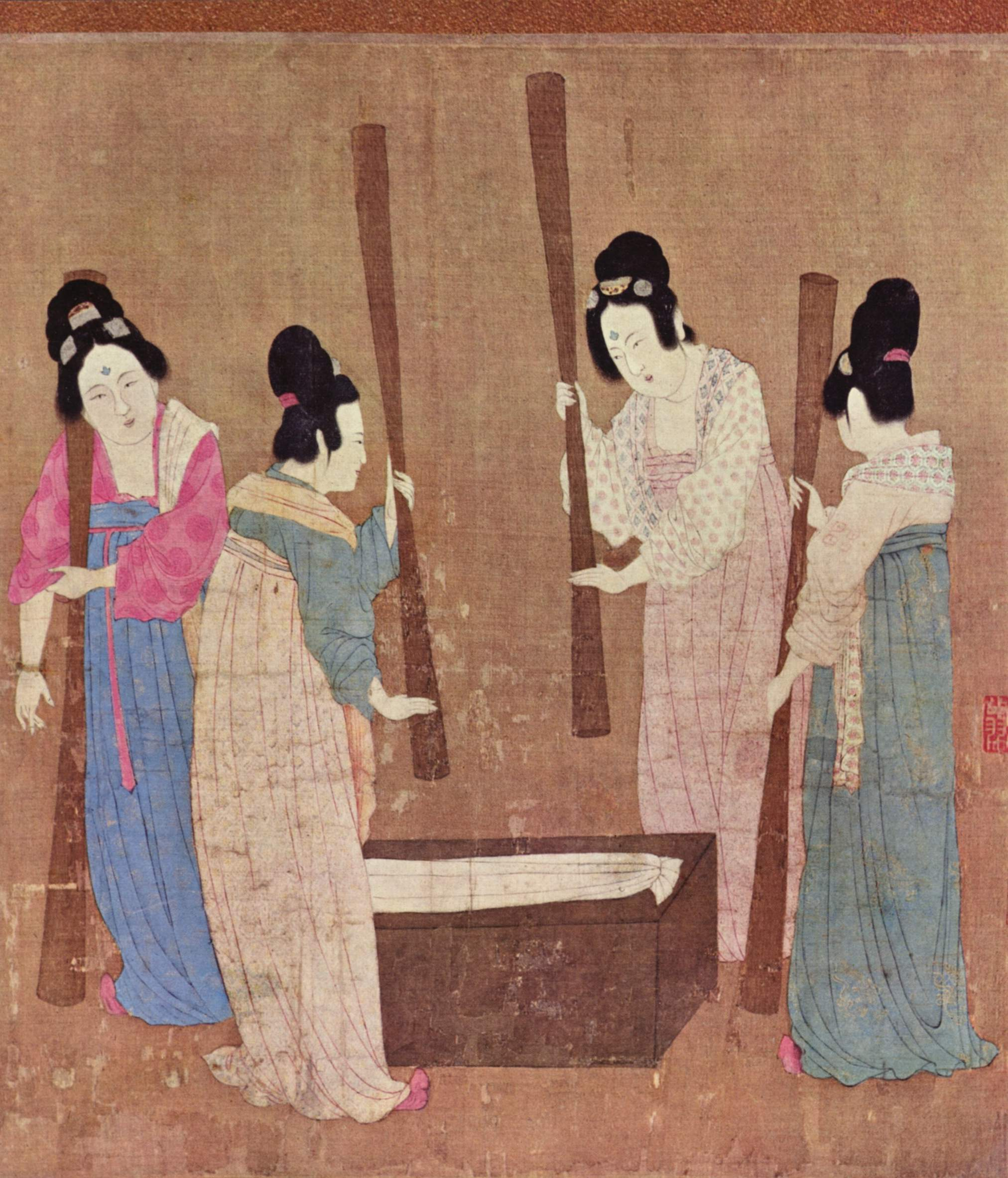
Song Huizong (1082–1135), Femmes battant la soie.
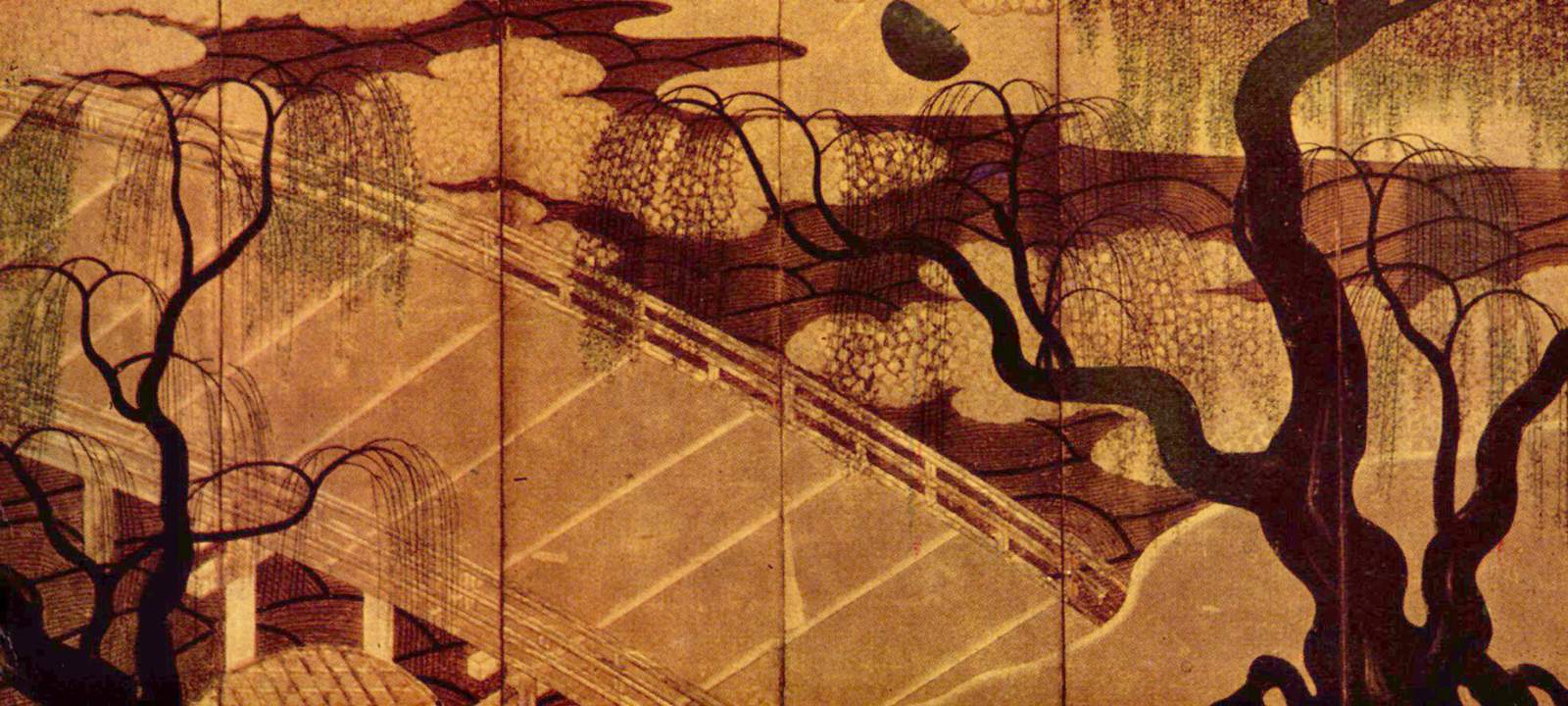
Peintre japonais, Le Pont d'Uji, XVIIe siècle.

### Arts américains
Le musée possède des tableaux américains du XVIIIe au XXe siècle, avec de nombreuses œuvres de John Singleton Copley, Winslow Homer, Edward Hopper ou encore Faith Ringgold ainsi que John Singer Sargent.
Le musée attire l'attention sur treize œuvres:
- Miguel Cabrera, Don Manuel José Rubio y Salinas, Archbishop of Mexico, 1754[7]
- John Singleton Copley, Paul Revere, 1768[8]
- Gilbert Stuart, George Washington, 1796[9]
- Thomas Sully, The Passage of the Delaware, 1819[10]
- Thomas Cole, L'Expulsion du jardin d'Éden, 1828[11]
- Mary Cassatt, In the Loge, 1878[12]
- John Singer Sargent, The Daughters of Edward Darley Boit, 1882[13]
- Winslow Homer, The Fog Warning. Halibut Fishing, 1885[14]
- Archibald Motley, Cocktails, vers 1926[15]
- Frida Kahlo, Dos Mujeres (Salvadora y Herminia), 1928[16]
- Georgia O'Keeffe, Deer's Skull with Pedernal, 1936[17]
- Jackson Pollock, Number 10, 1949[18]
- Norman Lewis, Sans titre, vers 1960–64[19]

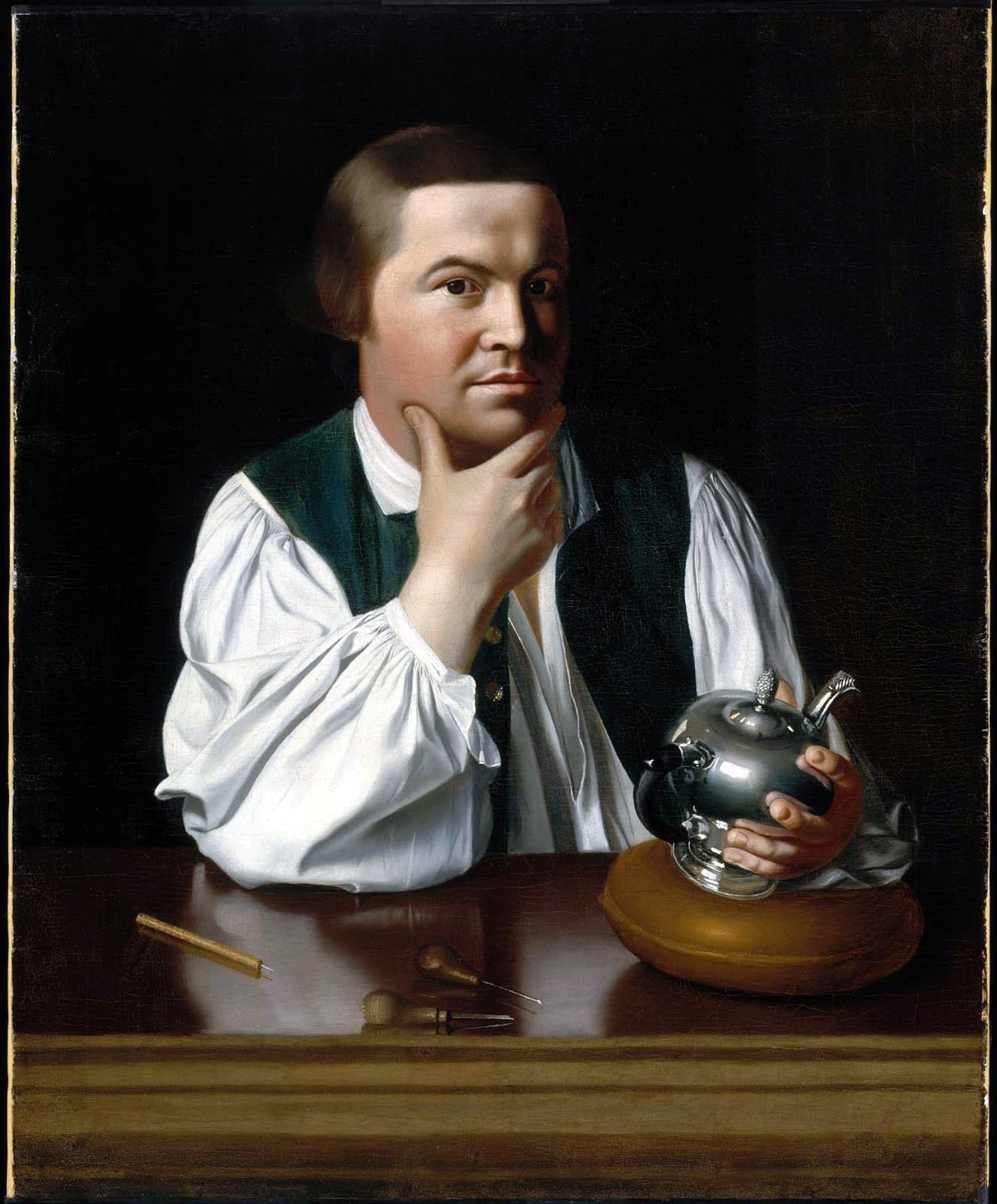
John Singleton Copley, Paul Revere, 1768
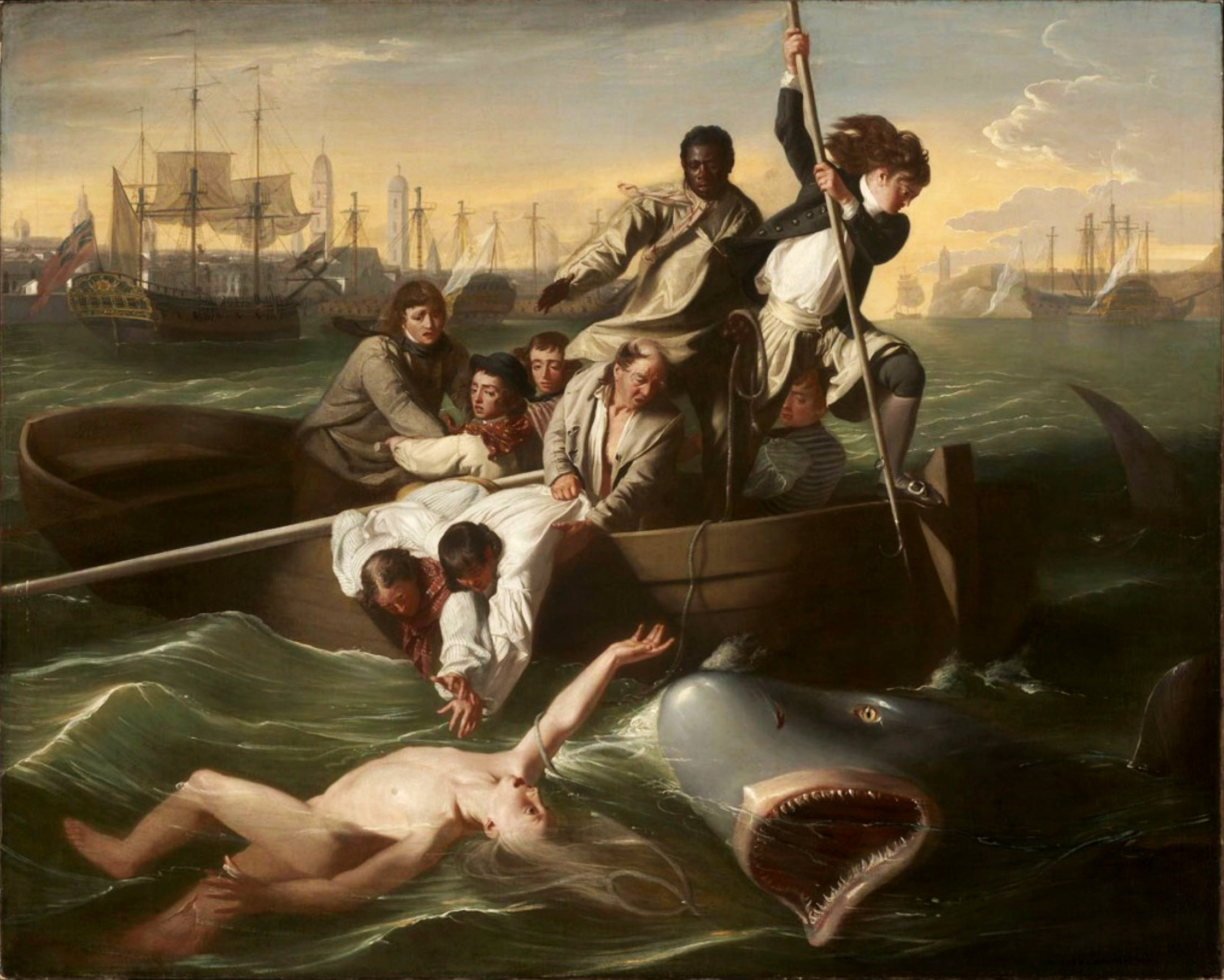
John Singleton Copley, Watson and the Shark, 1778
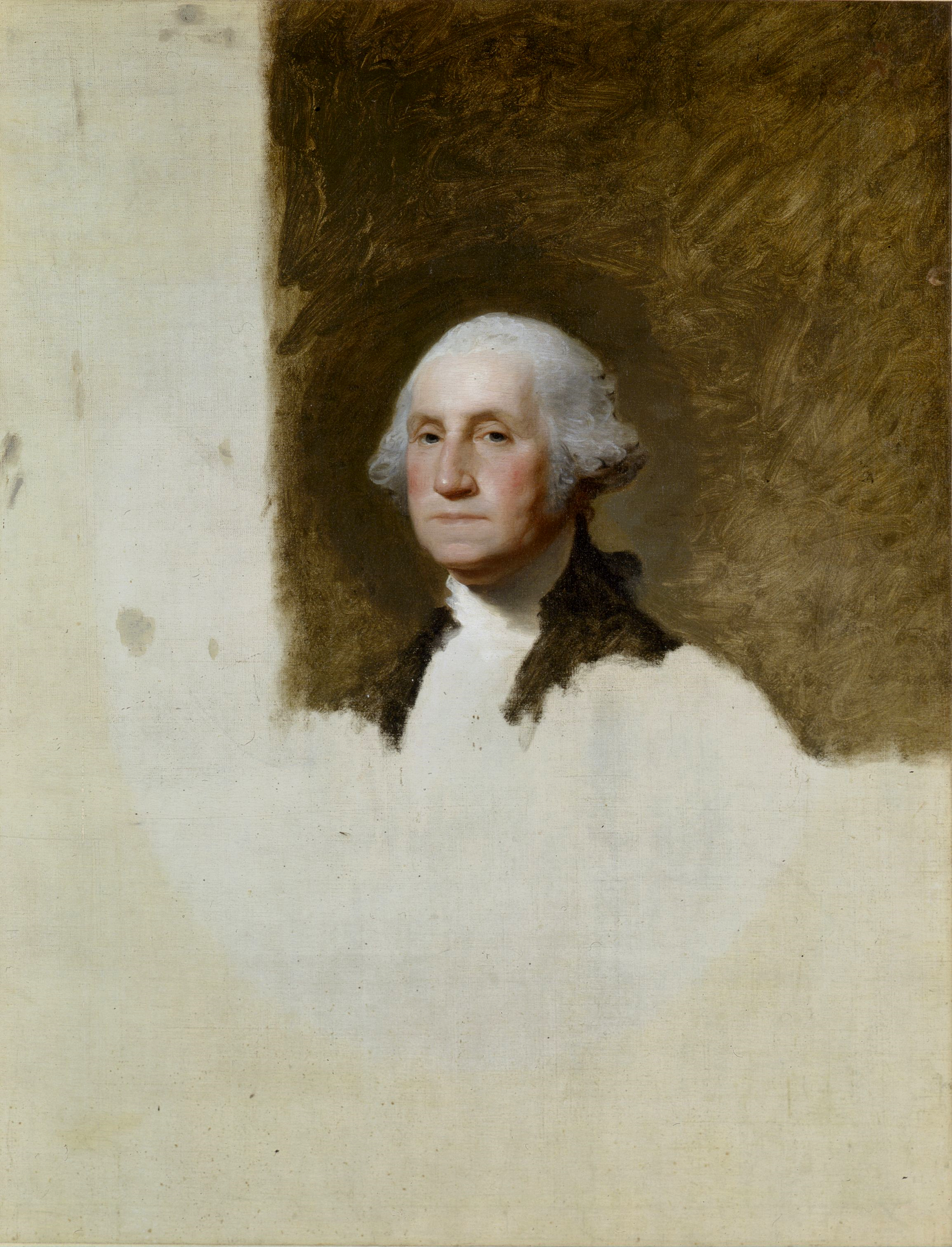
Gilbert Stuart, George Washington, 1796
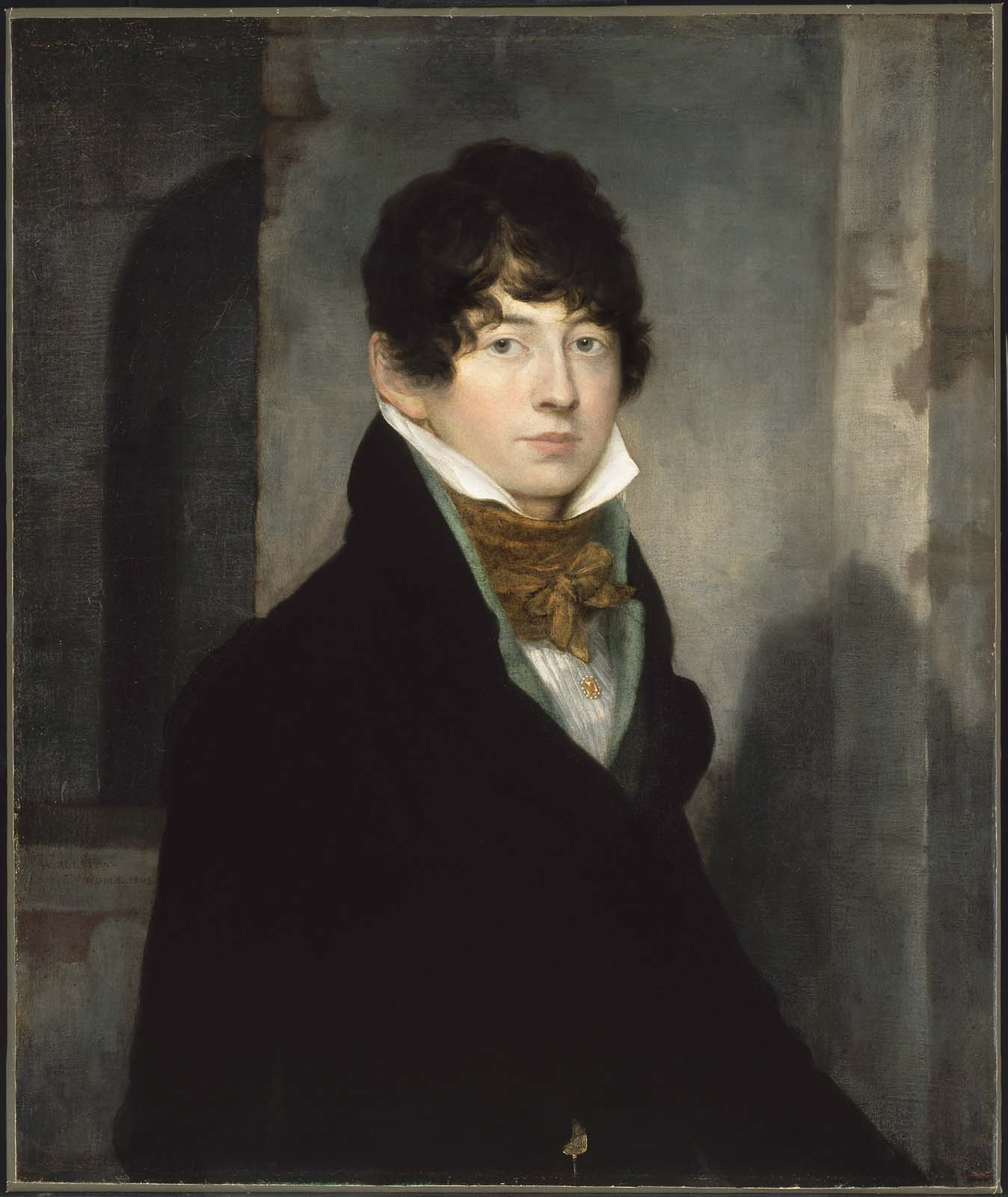
Washington Allston, Self-Portrait, 1805
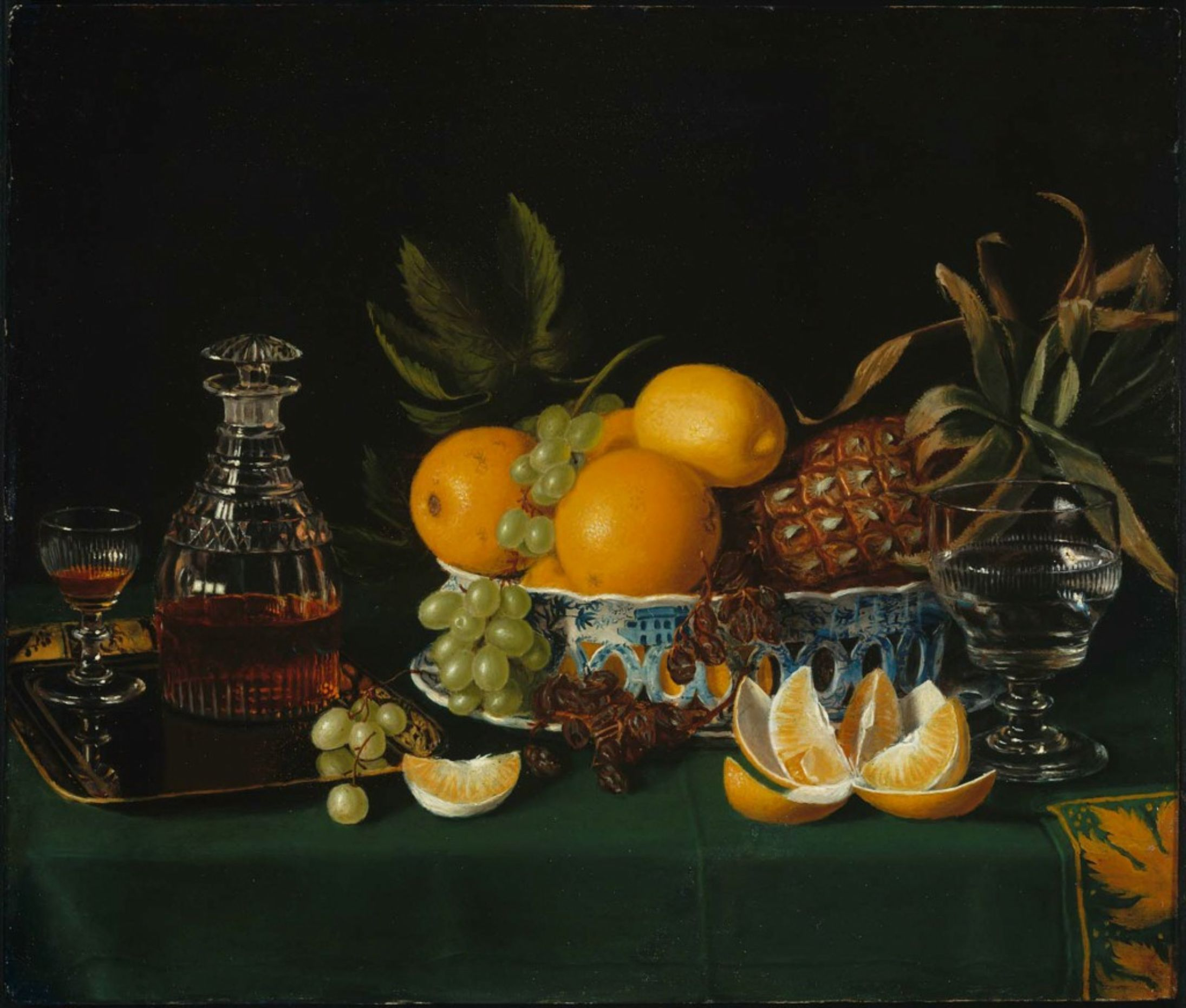
Charles Bird King, Still Life on a Green Table Cloth, 1815
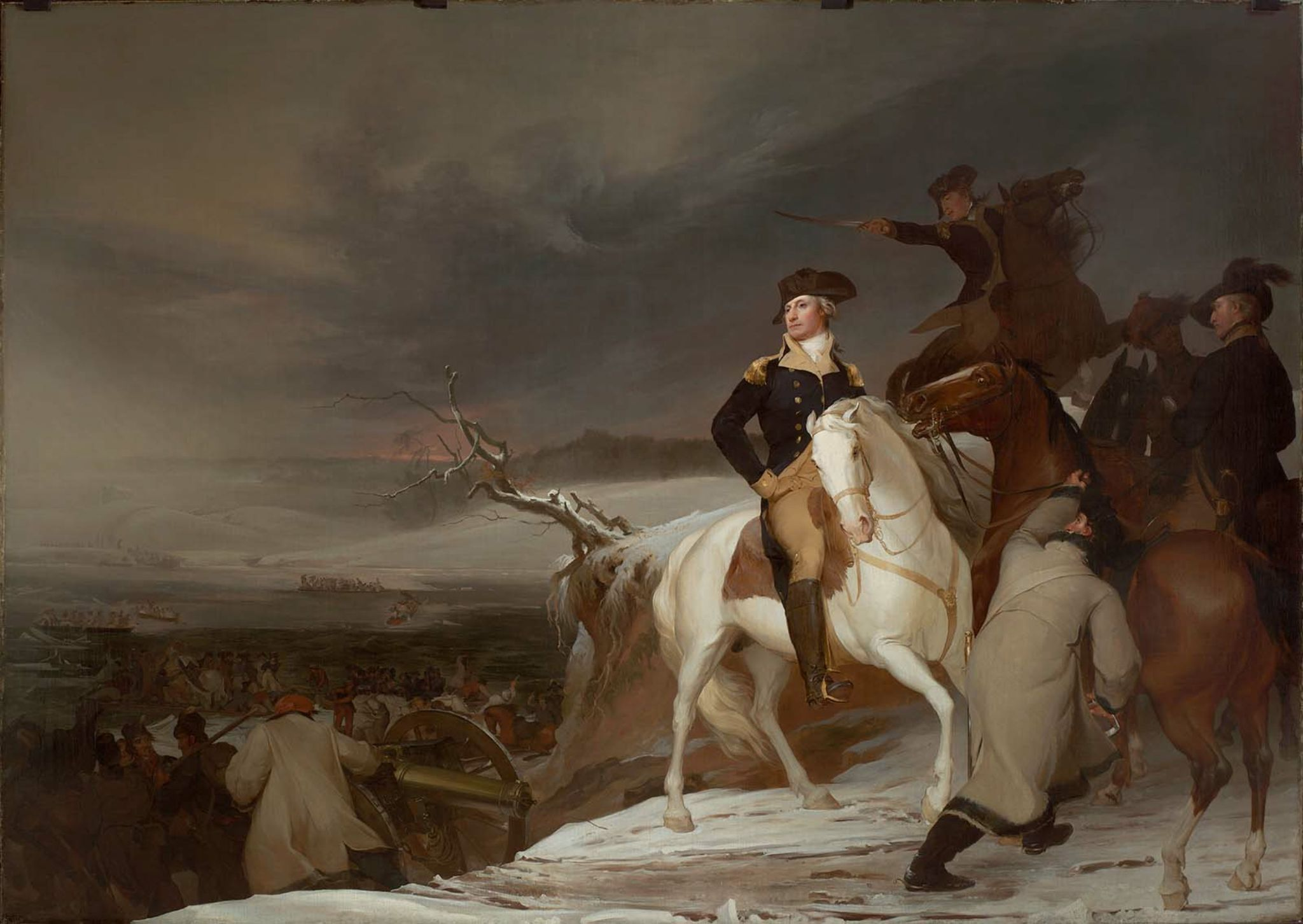
Thomas Sully, The Passage of the Delaware, 1819
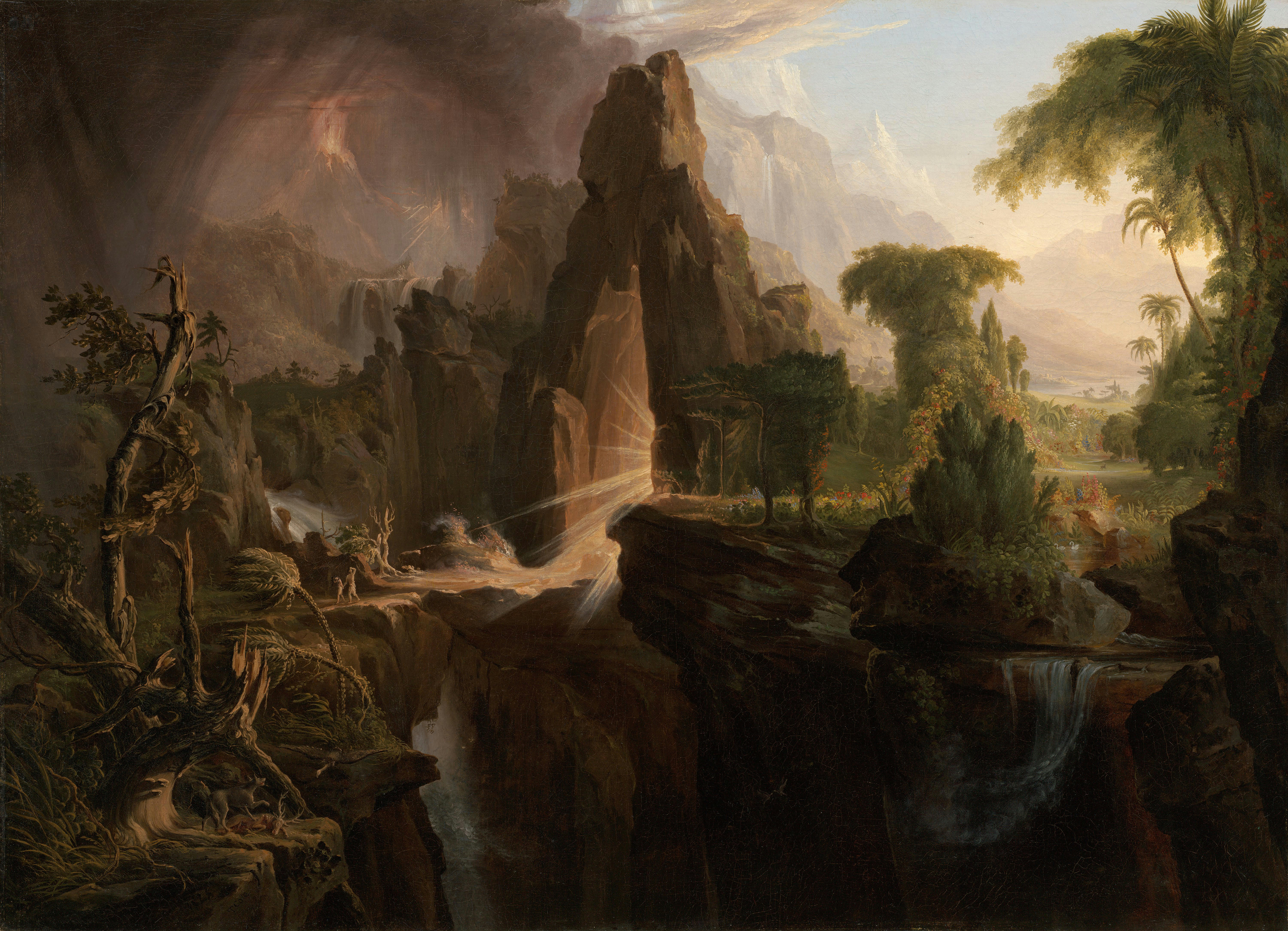
Thomas Cole, L'Expulsion du jardin d'Éden, 1828.
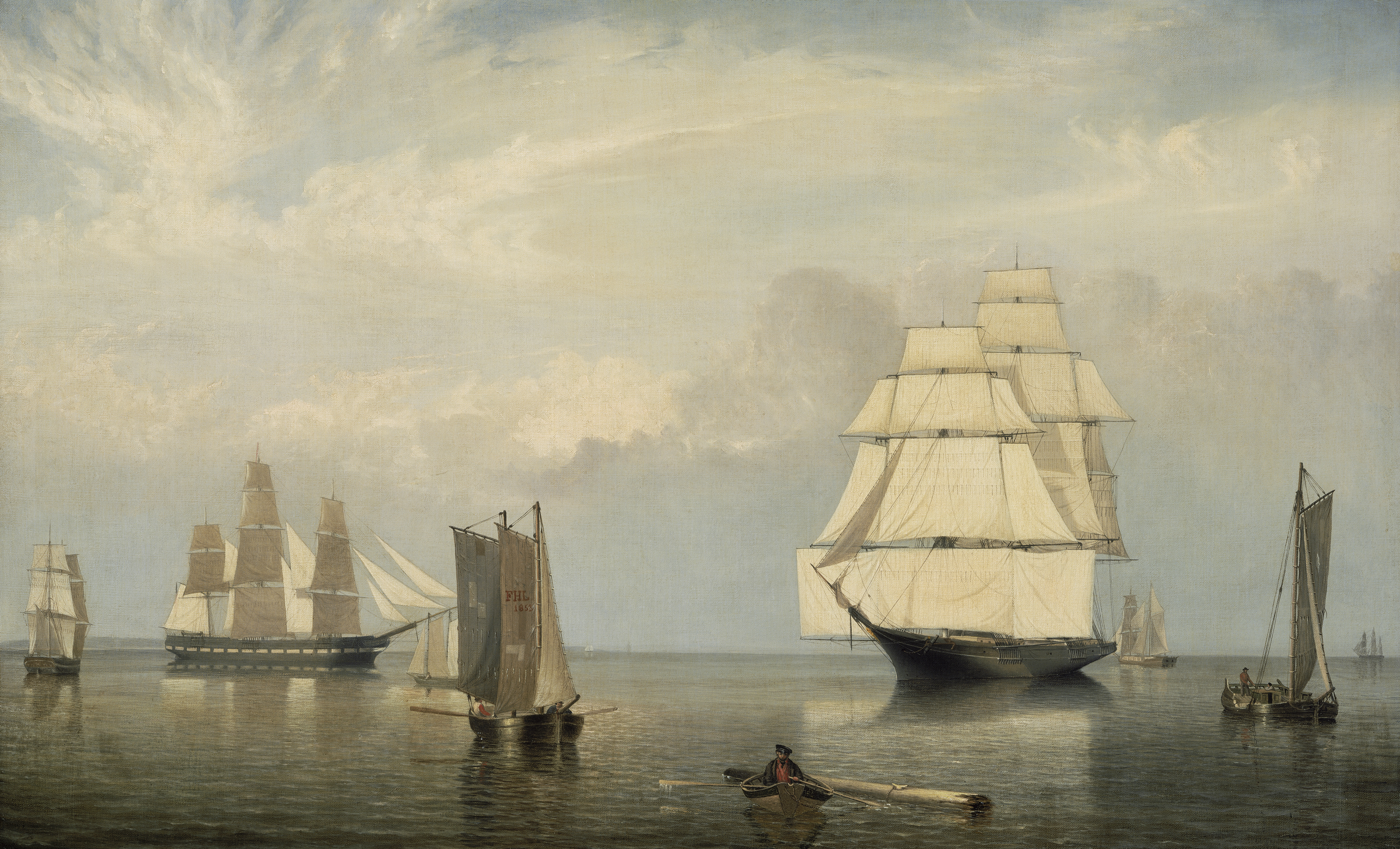
Fitz Henry Lane, Salem Harbor, 1853
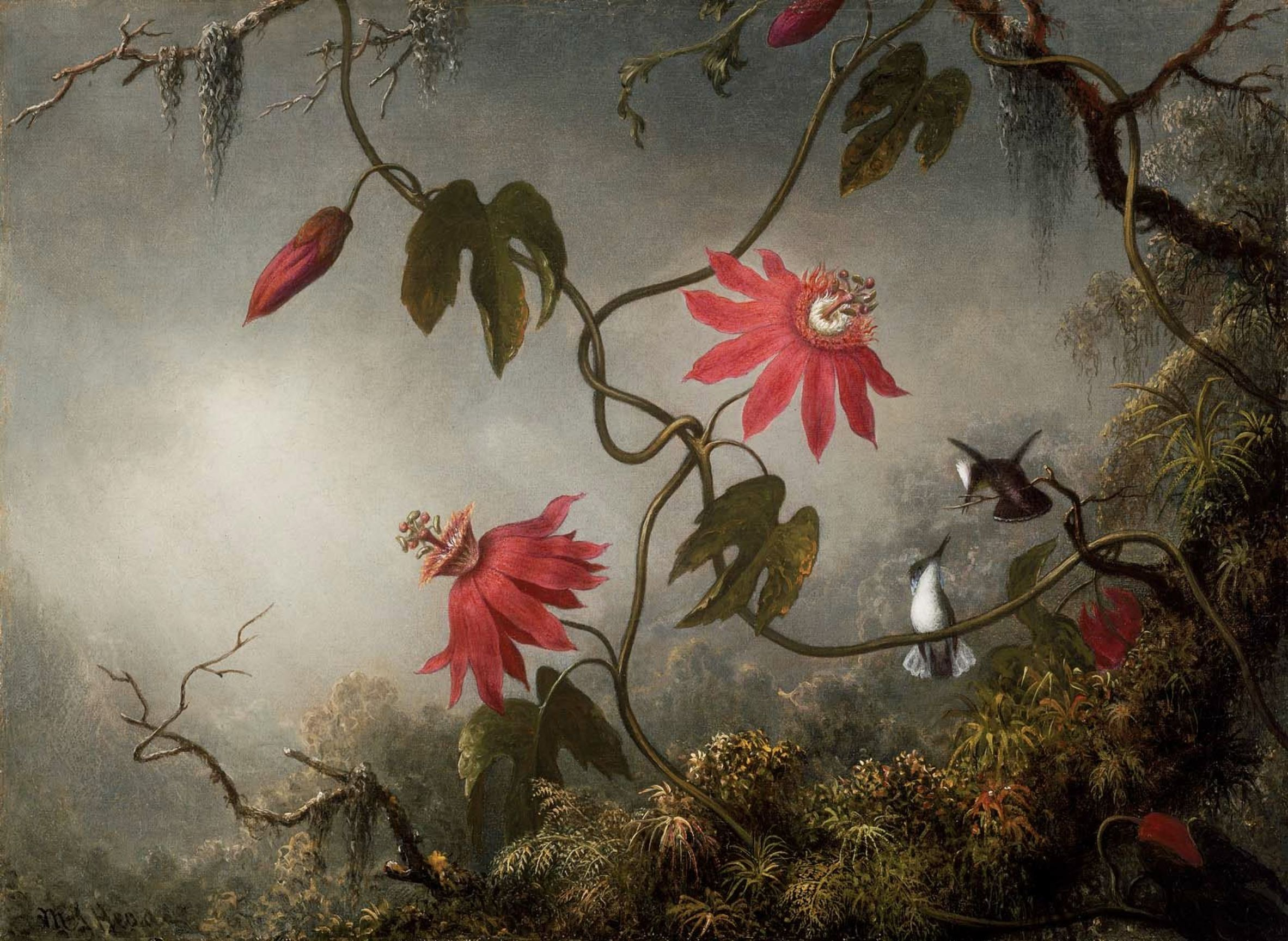
Martin Johnson Heade, Passion Flowers and Hummingbirds, c. 1870-1873
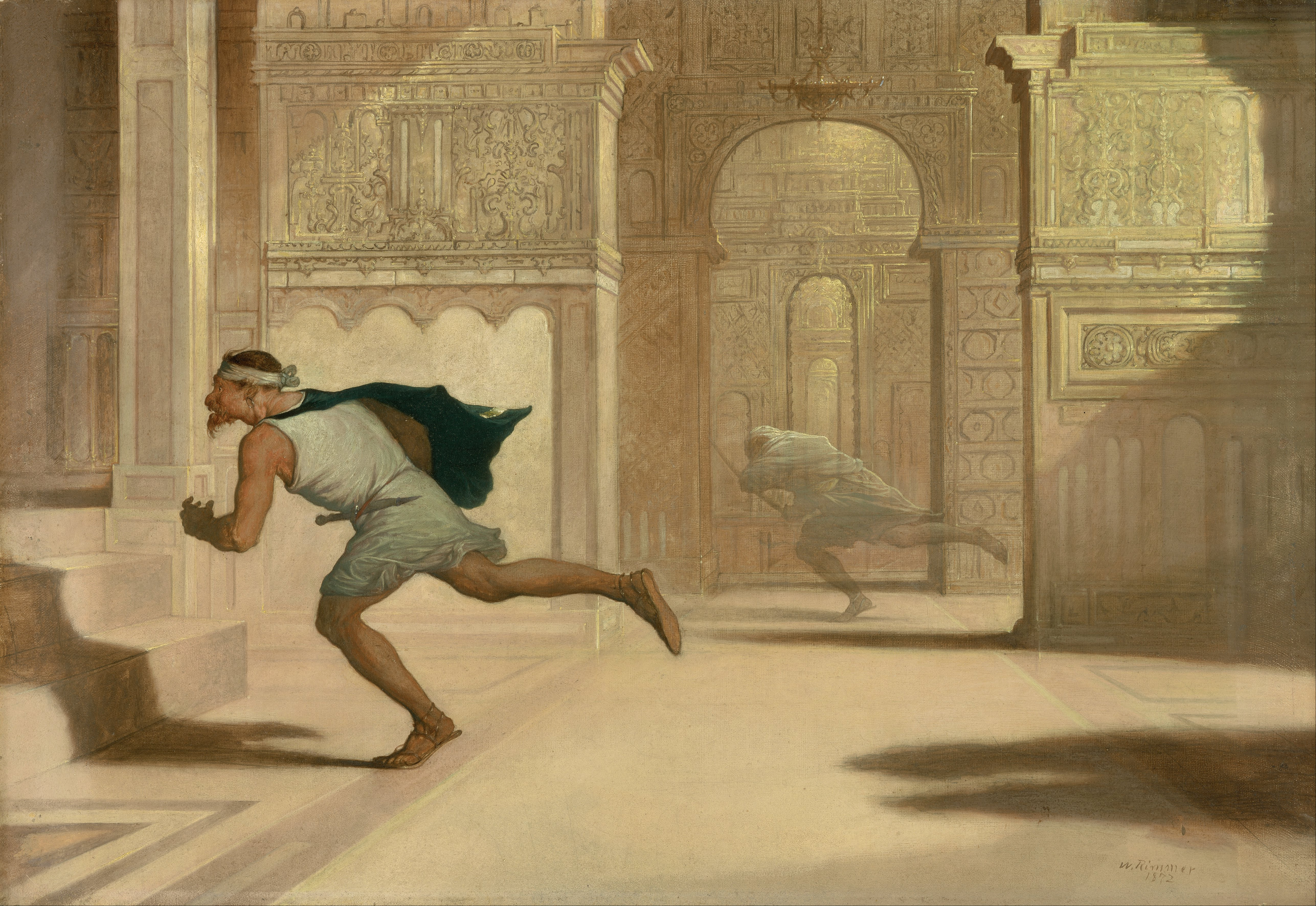
William Rimmer, Flight and Pursuit, 1872
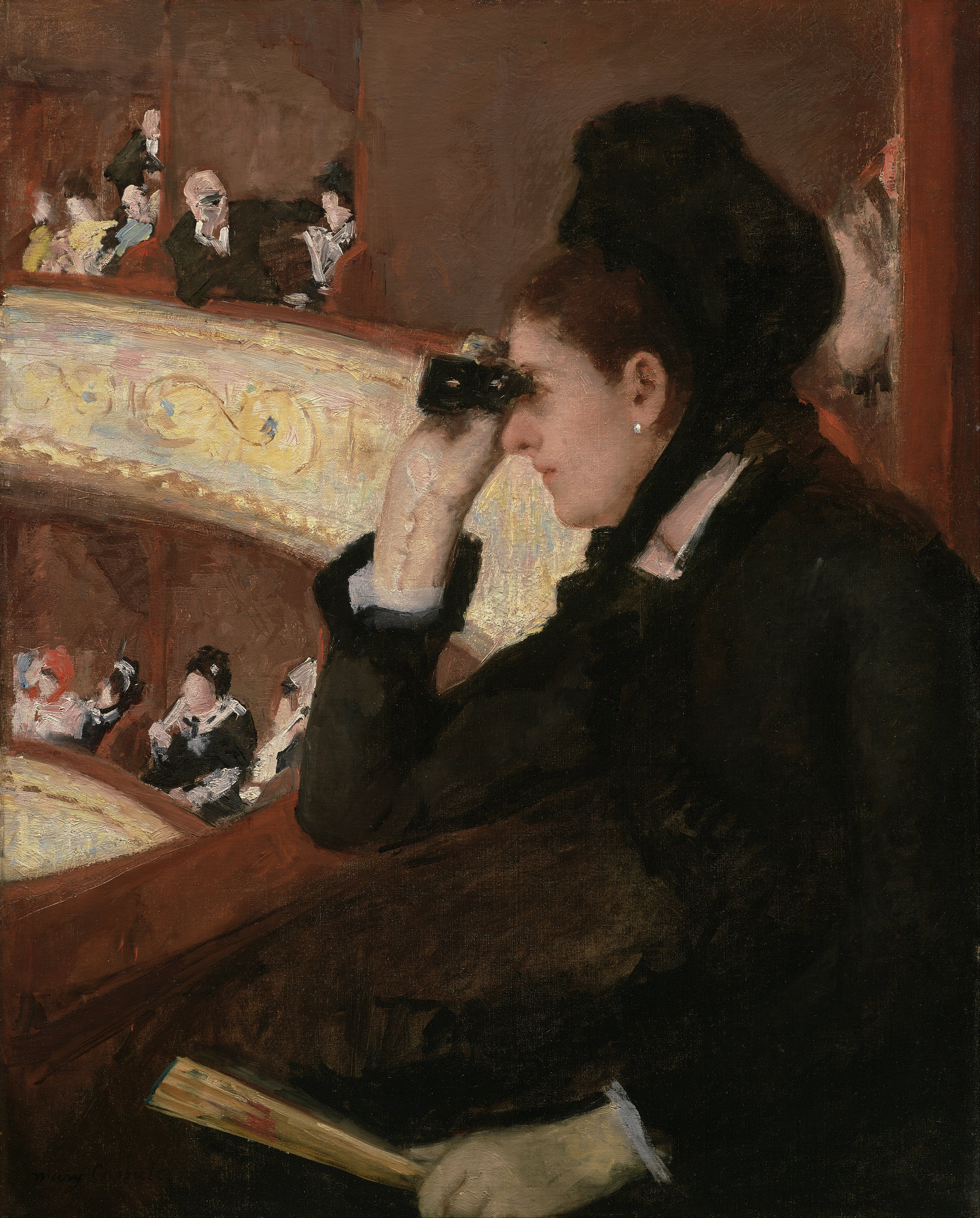
Mary Cassatt, In the Loge, 1878
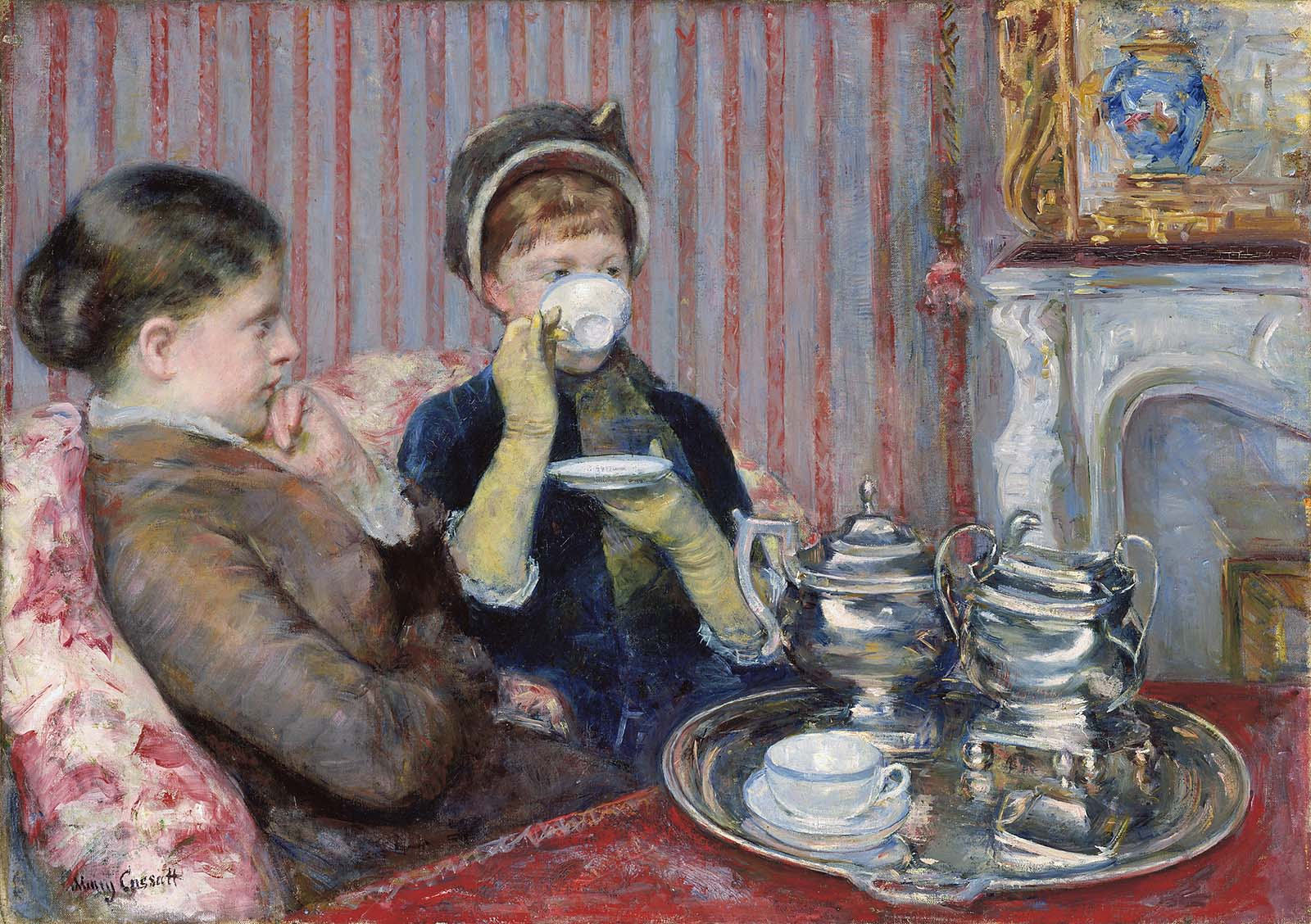
Mary Cassatt, Tea, 1880
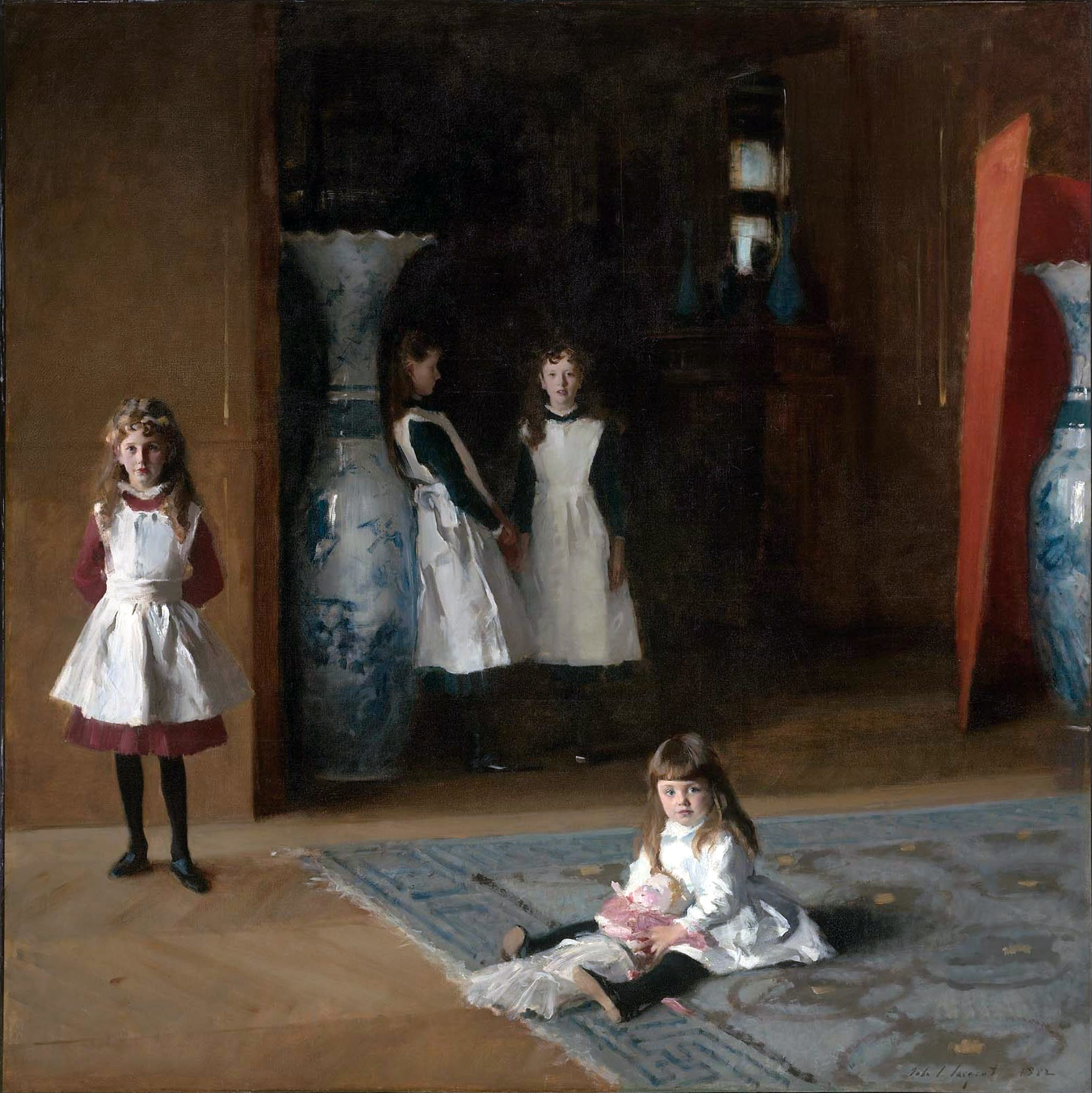
John Singer Sargent, The Daughters of Edward Darley Boit, 1882
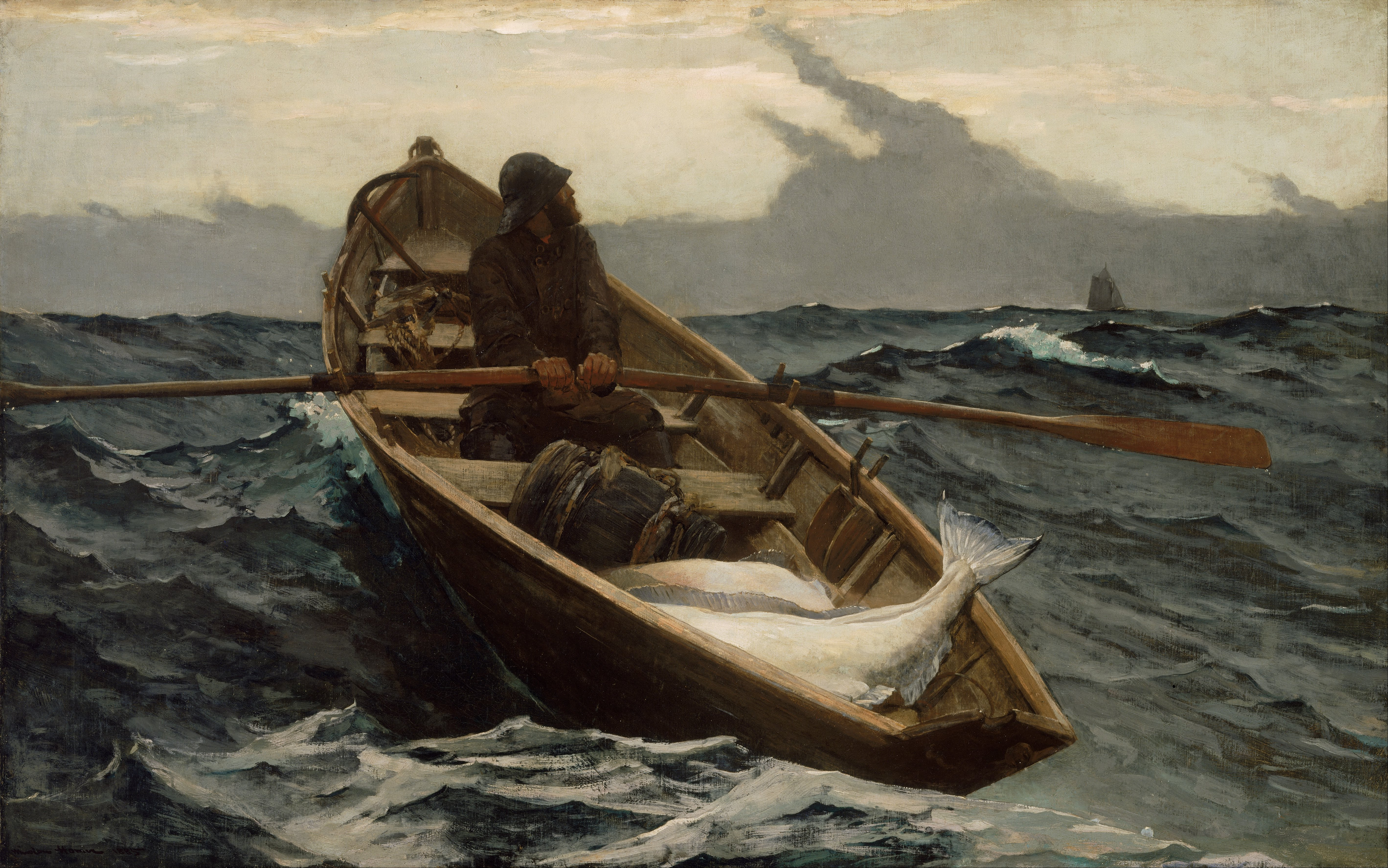
Winslow Homer, The Fog Warning, 1885
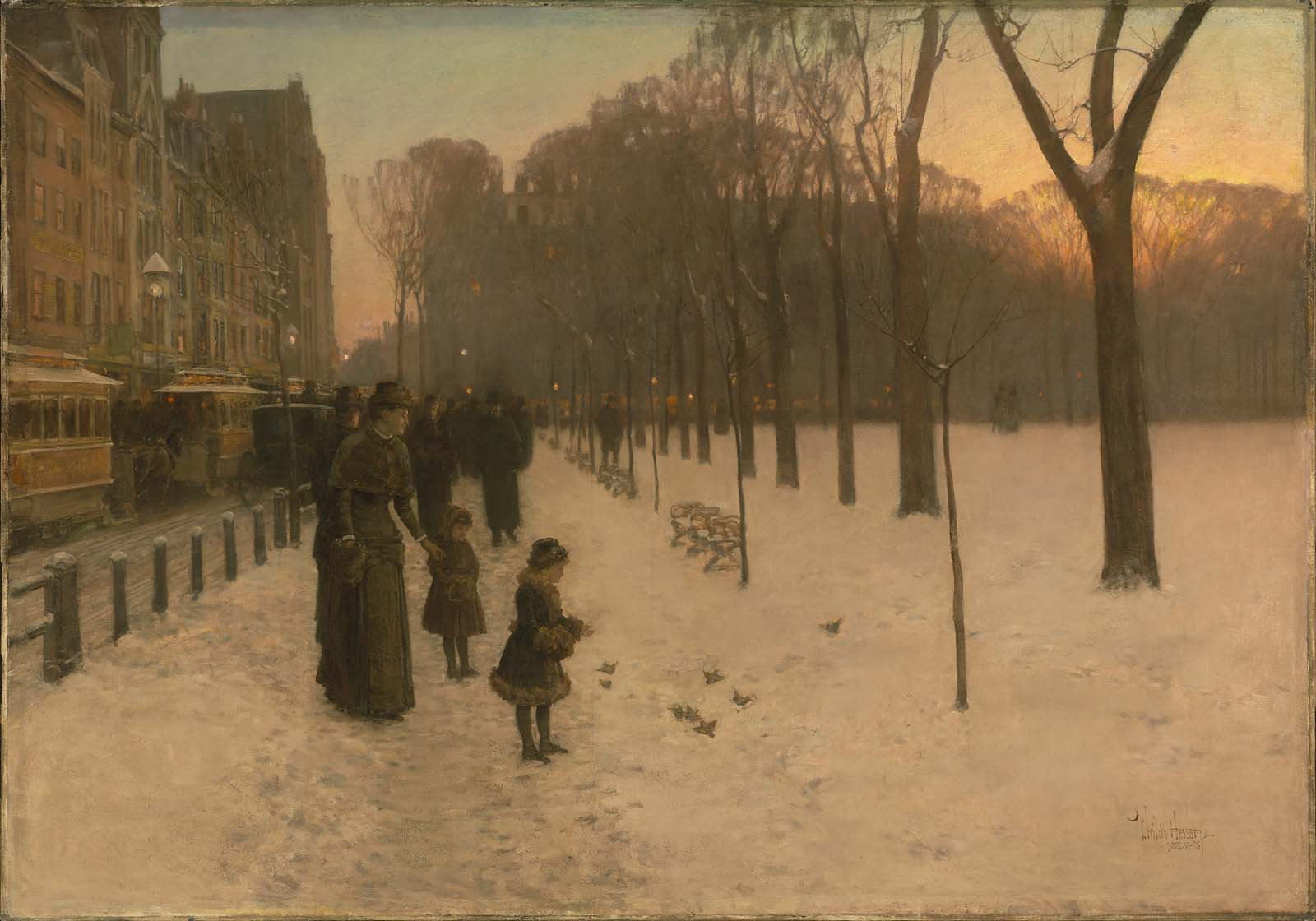
Childe Hassam, At Dusk (Boston Common at Twilight), 1886
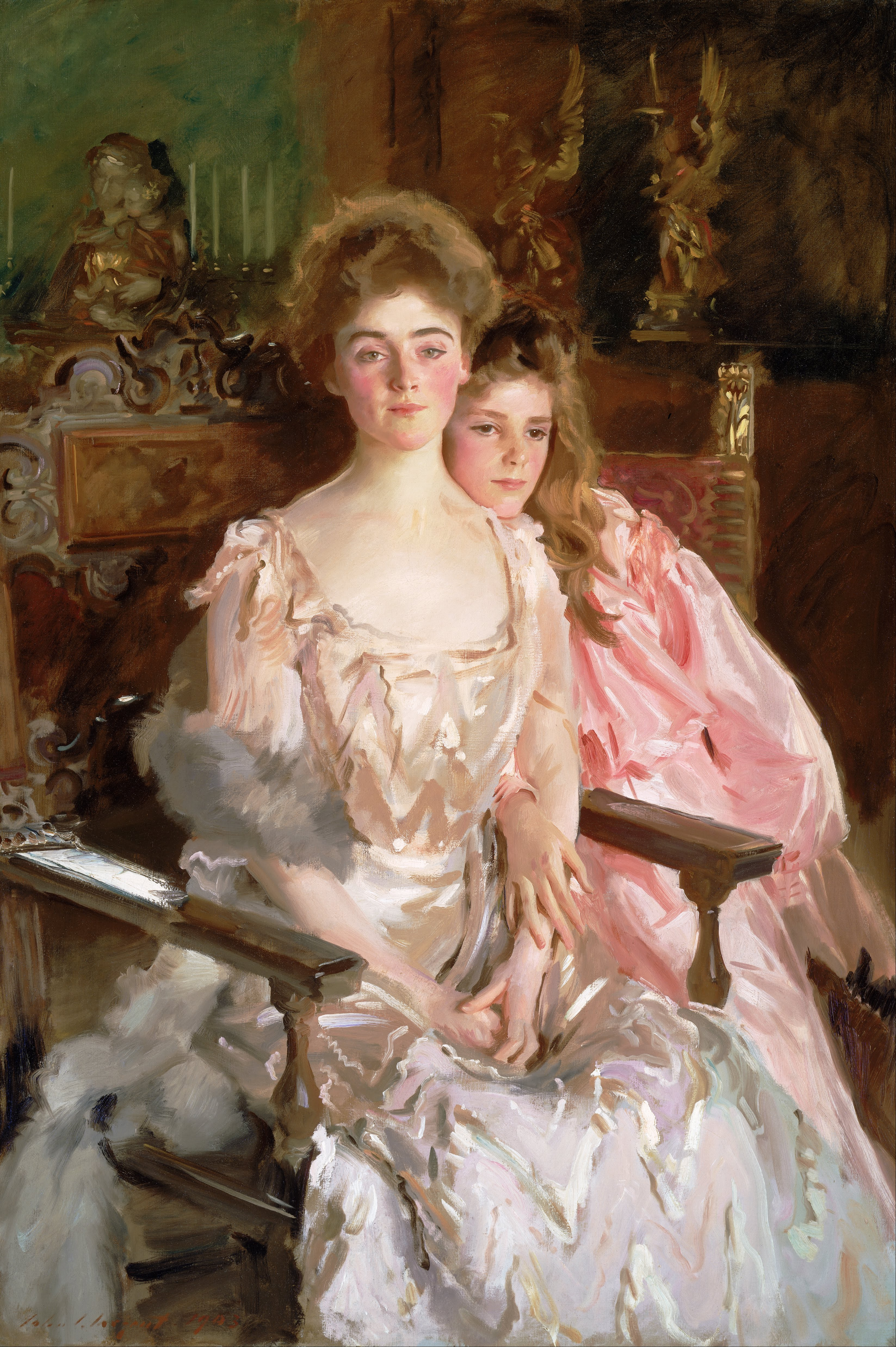
John Singer Sargent, Mrs. Fiske Warren (Gretchen Osgood) and Her Daughter Rachel, 1903

### Arts européens

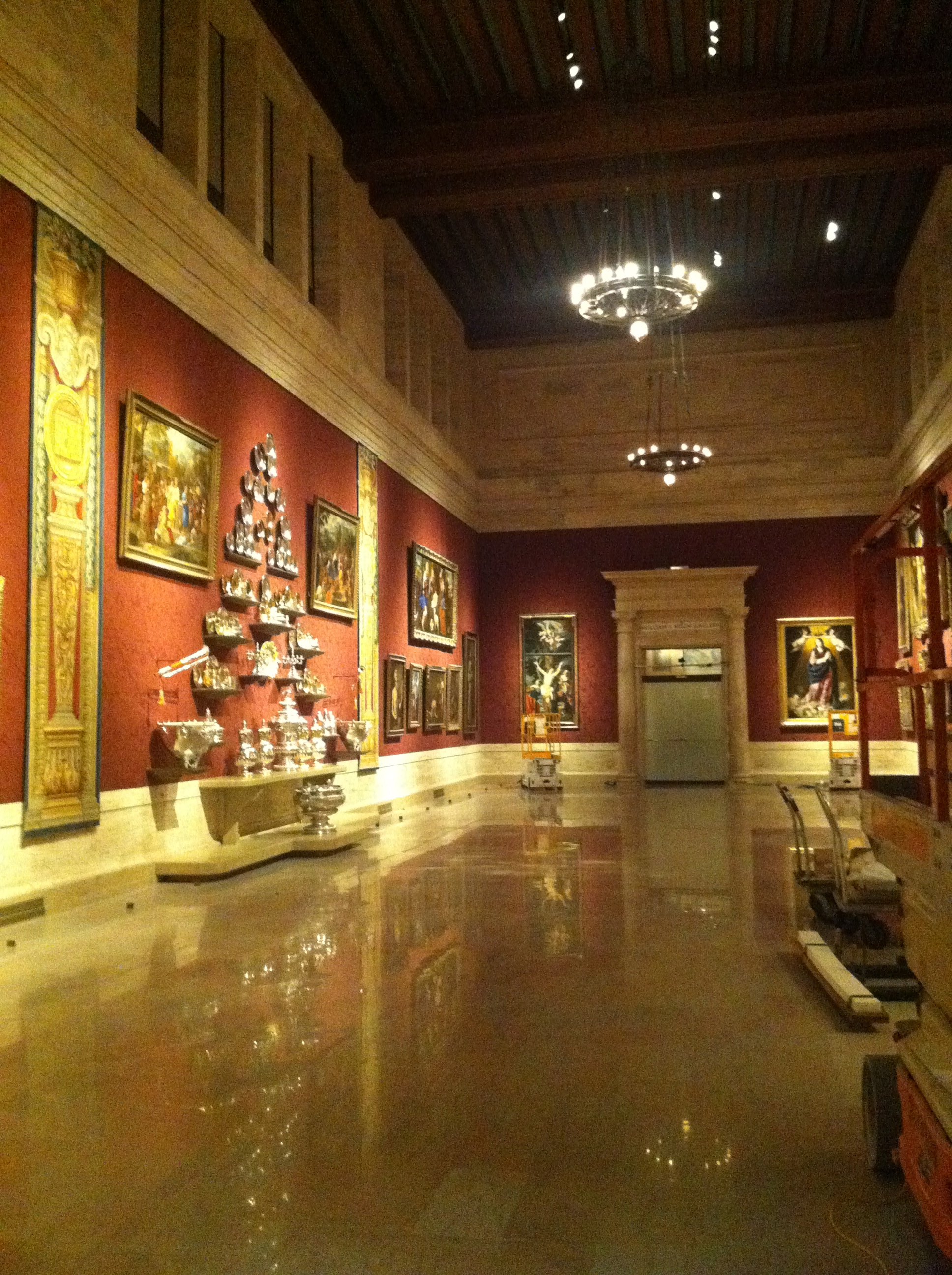
Musée des Beaux-Arts, salle d'art espagnol.

Les œuvres européennes sont variées, art médiéval, arts de la Renaissance, peintures flamandes, espagnoles (dont le Portrait d'Hortensio Paravicino et la Sainte Catherine du Greco), italiennes, anglaises et françaises, etc. dont de nombreux tableaux impressionnistes et post-impressionnistes français.
« Rubens extraordinaires, dont un portrait imaginaire de chef arabe, absolument un Delacroix ou un Chassériau (...) exécuté pour Christine de Suède, passé à la famille d'Orléans, vendu à Londres à un cousin du roi, vendu au début de la guerre de 39 pour l'industrie de guerre anglaise. »
(Fraigneau, op. cit, p. 205 et 206).

#### Peinture
- Neri di Bicci, Virgin and Child Enthroned with Four Angels, vers 1445[20]
- Sandro Botticelli, Vierge à l'Enfant avec saint Jean, vers 1500
- Andrea del Sarto, Virgin and Child, vers 1509–10[21]
- Paul Véronèse, Atalanta Receiving the Boar's Head from Meleager, vers 1560-1570[22]
- Scipio Goltzius, Fruit and Vegetable Vendors, 1577[23]
- Lavinia Fontana, La Vierge adorant l'Enfant Jésus dormant, vers 1605-1610
- Pierre Paul Rubens, The Sacrifice of the Old Covenant, vers 1626[24]
- Artemisia Gentileschi, L'Enfant Jésus endormi, 1630-1632[25]
- Eustache Le Sueur, Bacchus and Ariadne, vers 1640[26]
- Daniel Thivart (en), The Laborer of Gibea Offering Hospitality to the Levite and His Wife, vers 1640-45[27]
- Frans Hals, Portrait of a Man, vers 1665[28]
- Corrado Giaquinto, Adoration of the Magi, 1725
- François Boucher, Halt at the Spring, 1765[29]
- George Romney, Anne, Lady de la Pole, 1786[30]
- Manuel Rodríguez de Guzmán, La bataille d'Otumba, 1842[31]
- Arthur Henry Roberts, The Port aux Pierres on the Quai d'Orsay, 1848[32]
- Jean-François Millet, La Sieste, 1866[33]
- Alberto Pasini, Courtyard in Constantinople, 1868[34]
- Claude Monet, Camille Monet and a Child in the Artist's Garden in Argenteuil, 1875[35]
- Stanislas Lépine, The Marne at La Varenne, vers 1878[36]
- Edgar Degas, Visit to a Museum, vers 1879–90[37]
- Gustave Caillebotte, Homme au bain, 1884
- Vincent van Gogh, La Fileuse, 1884[38]
- Claude Monet, Field of Poppies near Giverny, 1890[39]
- Eugène Boudin, Juan-les-pins, the Bay and the Shore, 1893[40]
- Edward Burne-Jones, L'Espérance, 1896
- Paul Cézanne, Autoportrait au béret, vers 1898-1900[41]
- Henri Matisse, Carmelina, 1903[42]
- Pablo Picasso, Portrait of a Woman, 1910[43]
- James Ensor, Still Life with Sea Shells, 1923[44]
- Alberto Giacometti, Head of Diego, 1961[45]

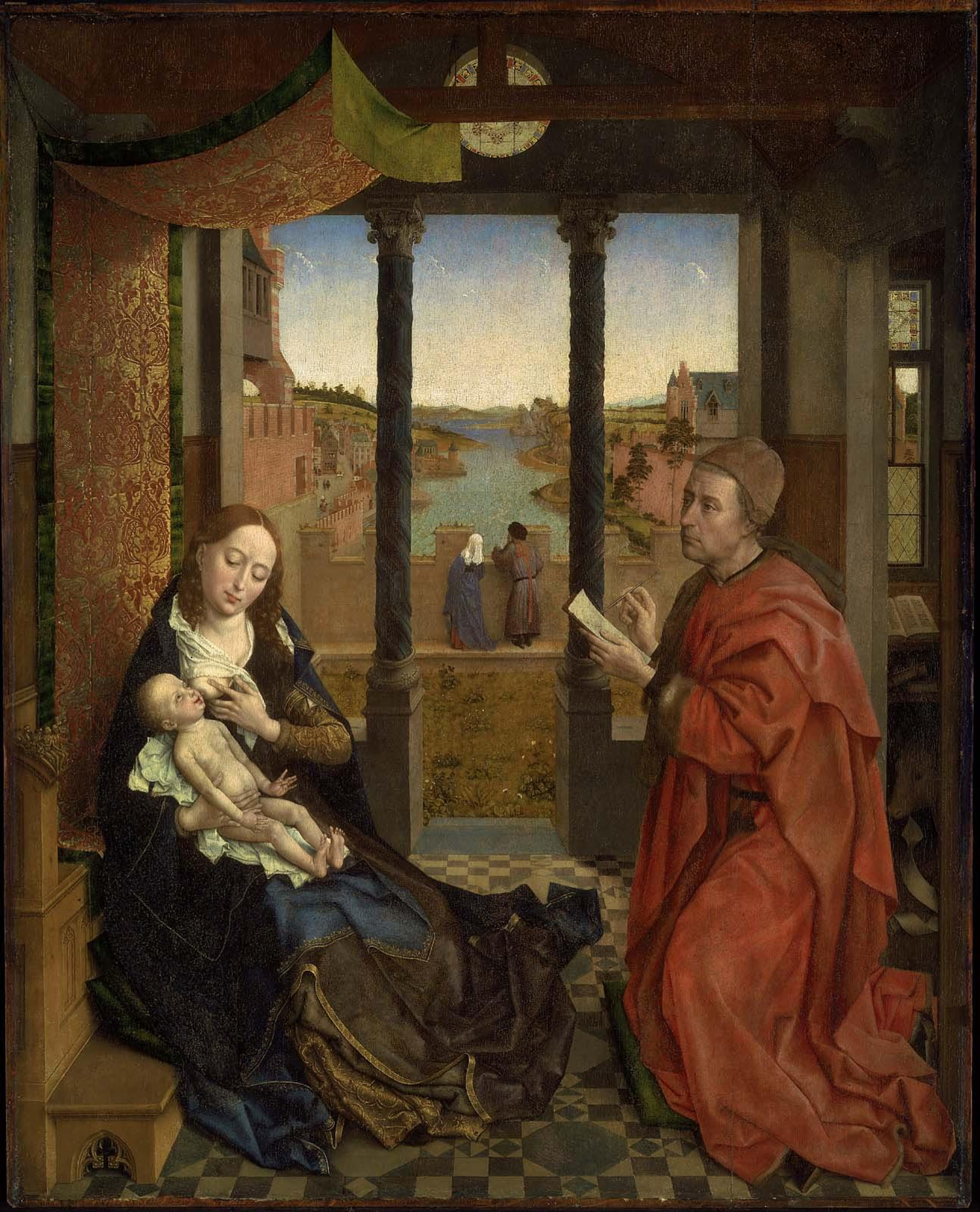
Rogier van der Weyden, Saint Luc dessinant la Vierge, 1435-1440
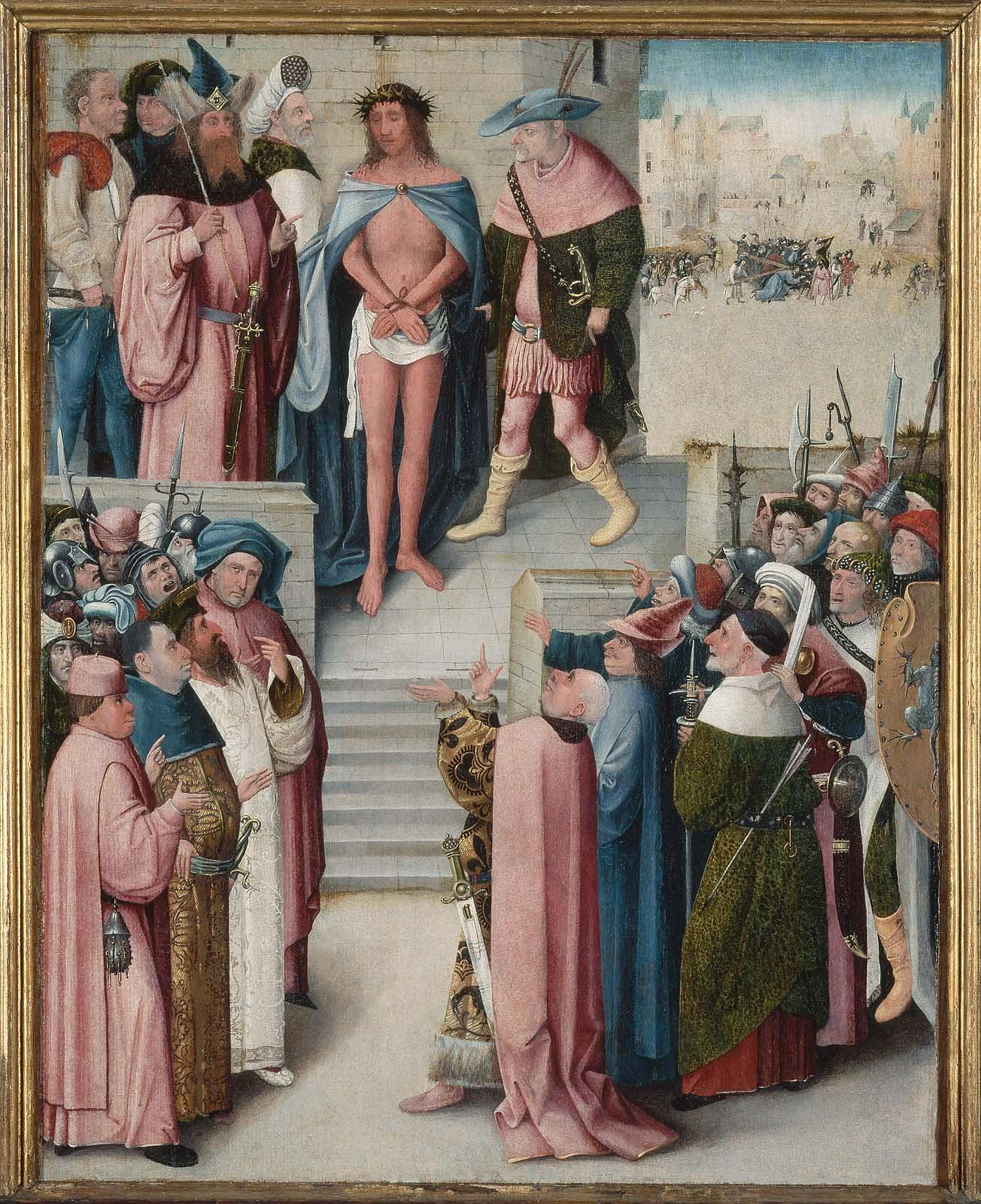
Atelier de Jérôme Bosch, Triptyque Ecce Homo (panneau central), vers 1496-1500.
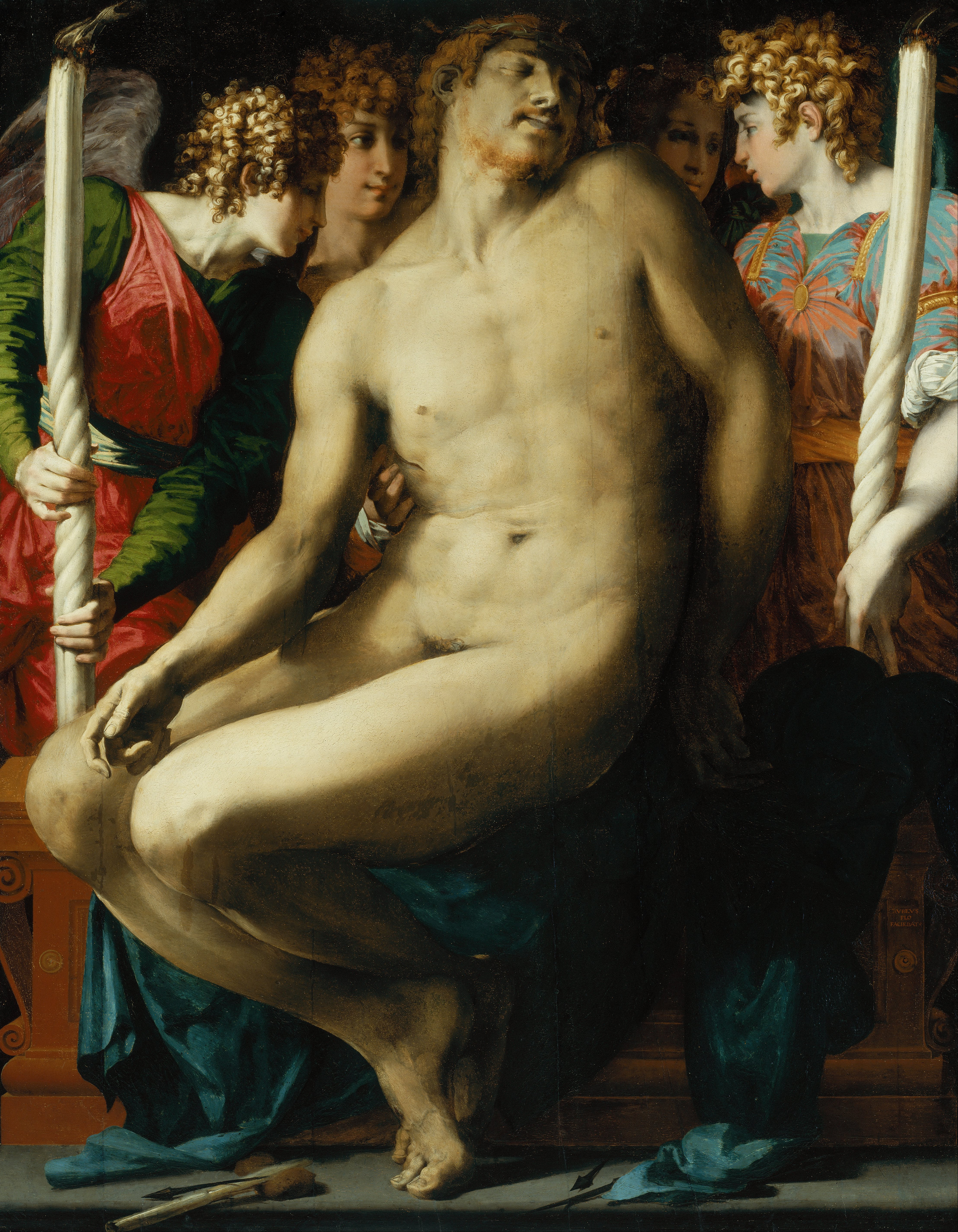
Rosso Fiorentino, Le Christ parmi les anges, 1524-1527
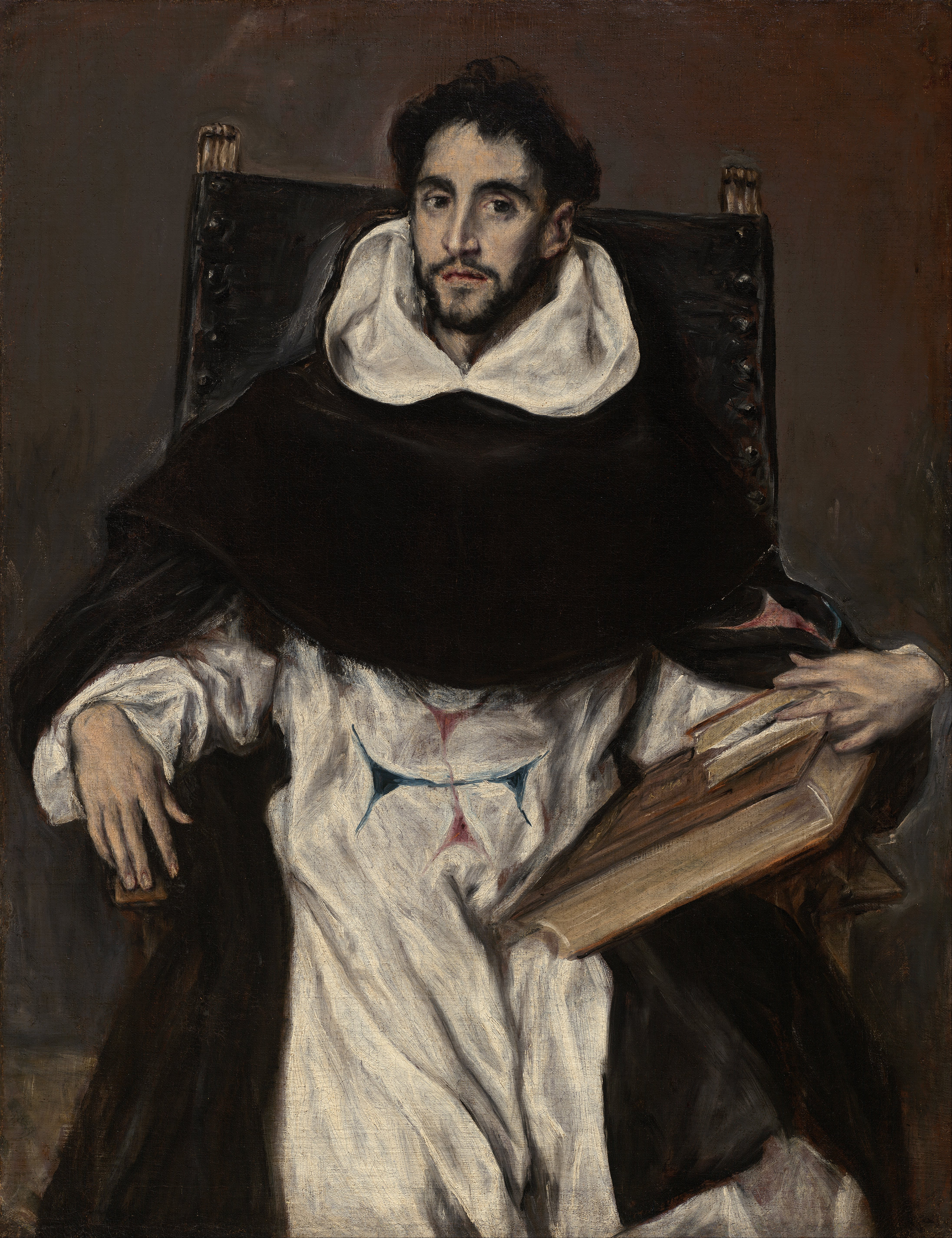
El Greco, Fray Hortensio Félix Paravicino, 1609
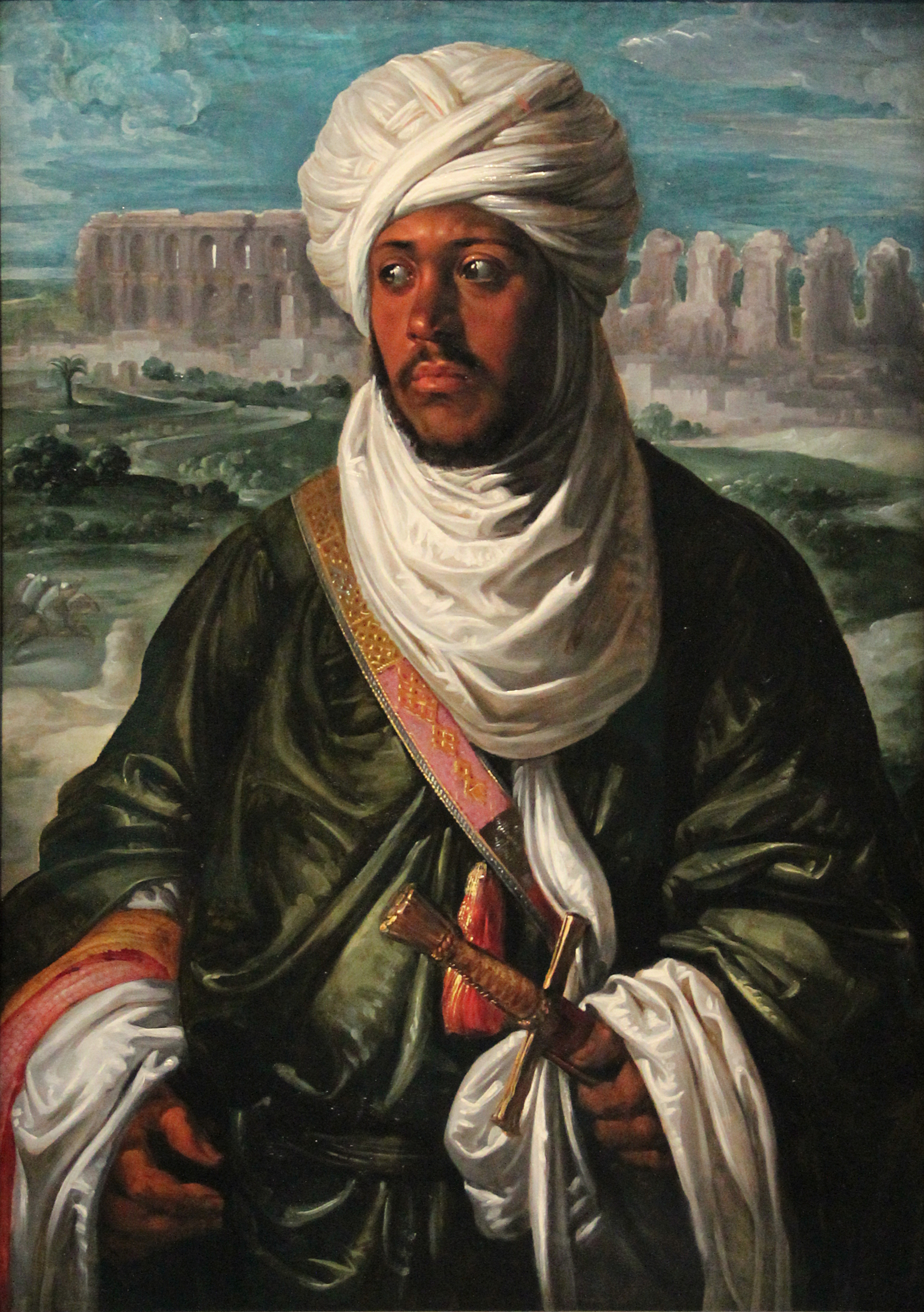
Portrait d'Ahmed III al-Hafsi, huile sur panneau Pierre Paul Rubens, 1613-1614.
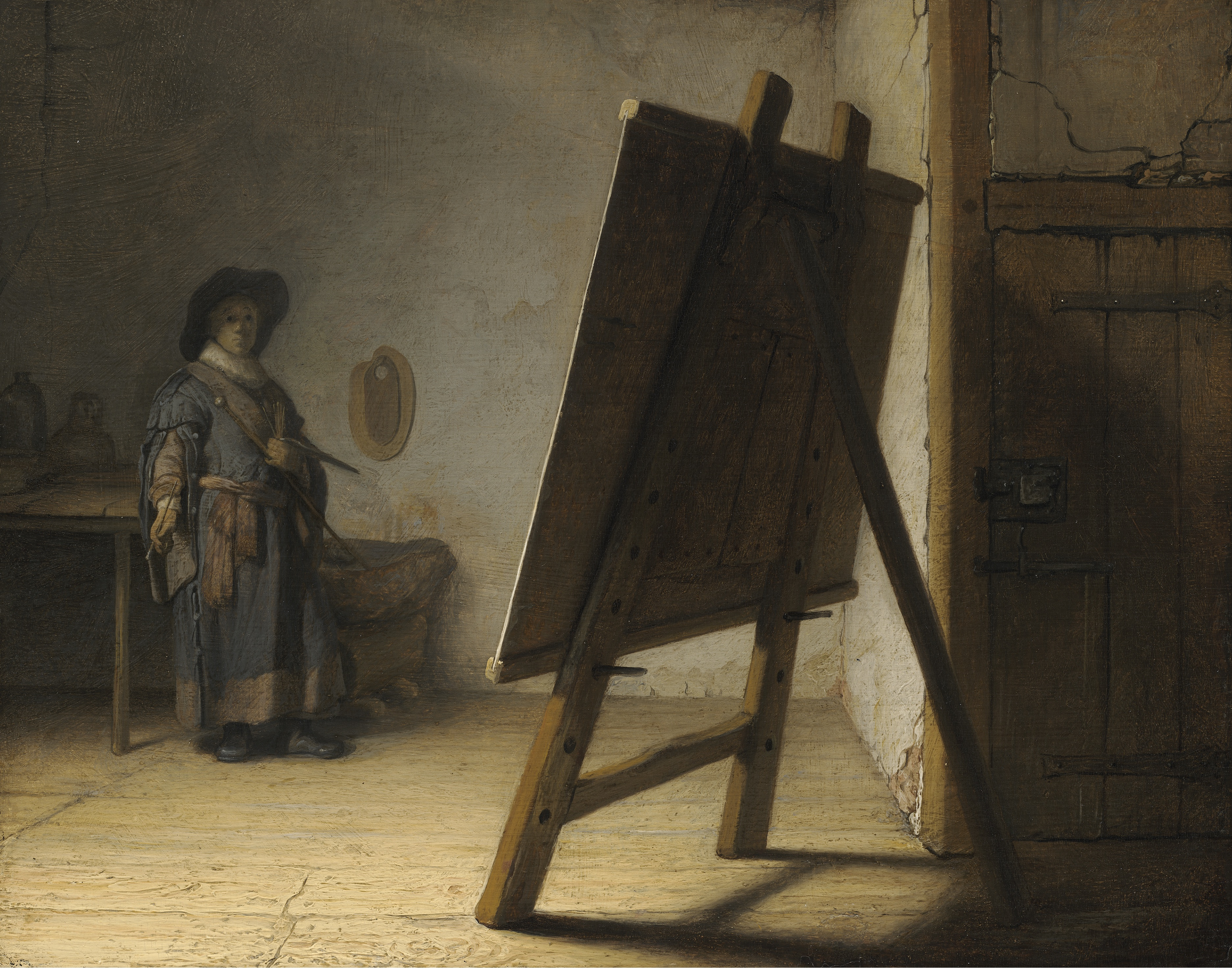
Rembrandt, L'Artiste dans son atelier, 1628
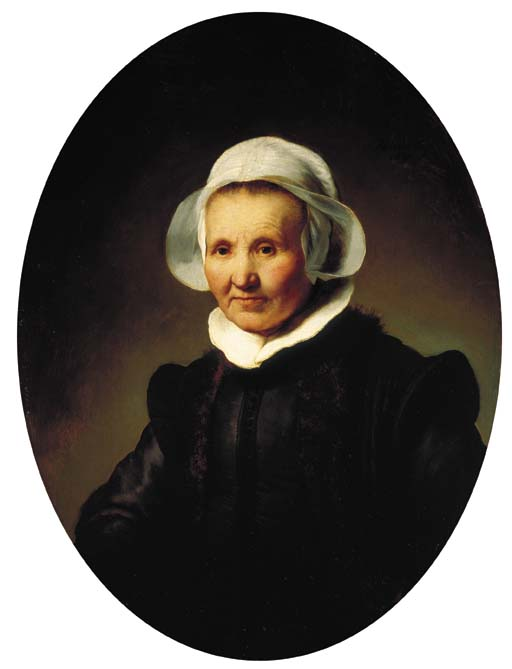
Rembrandt, Portrait d'une femme de 62 ans, possiblement Aeltje Pietersdr Uylenburgh, 1632
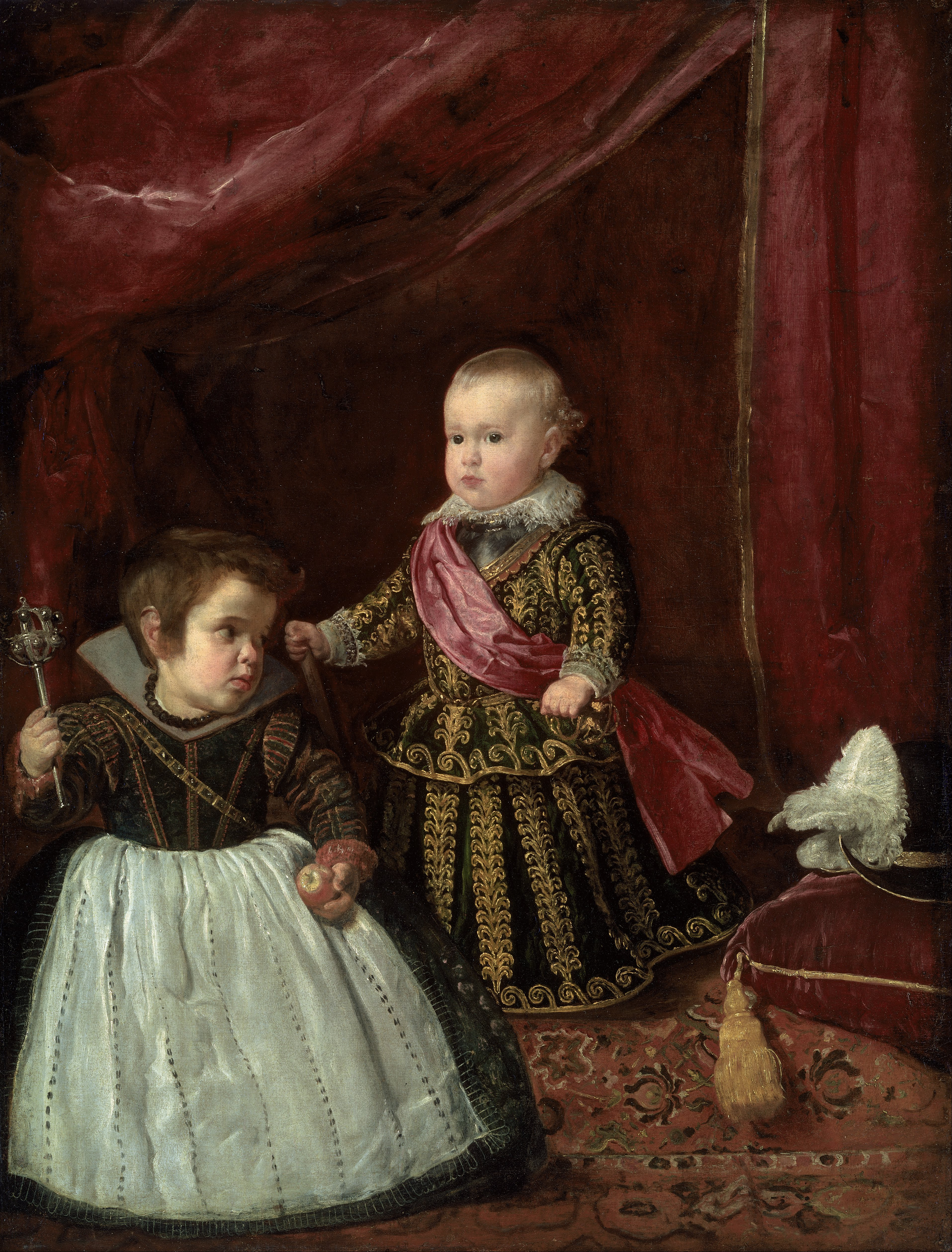
Diego Velázquez, Don Baltasar Carlos avec un nain, 1632
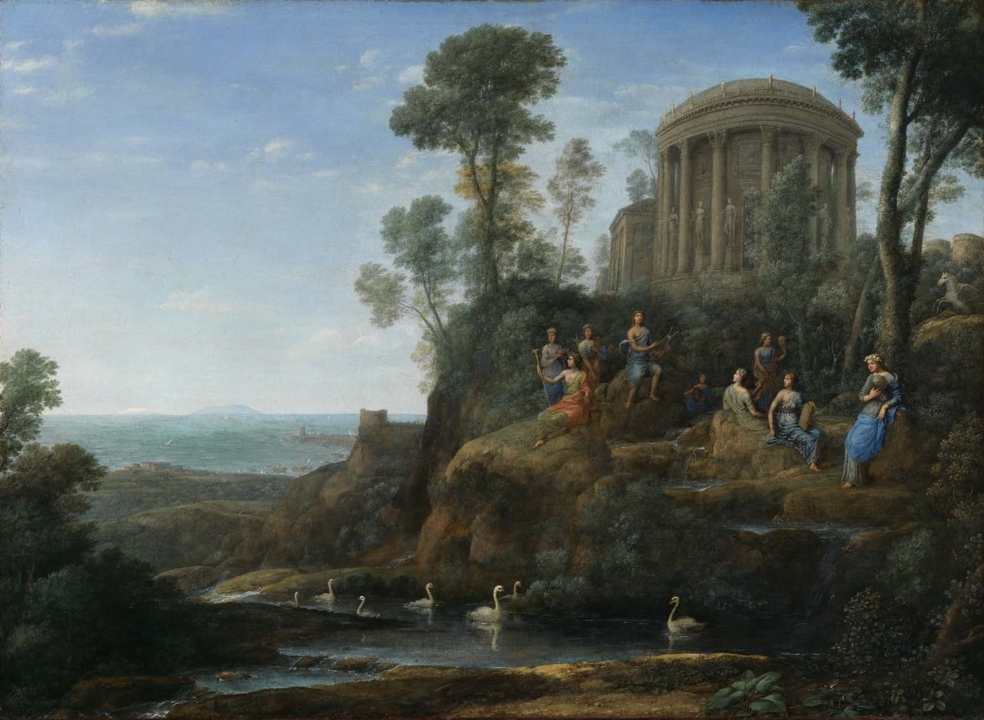
Claude Lorrain, Apollon et les Muses sur le mont Hélion, 1680
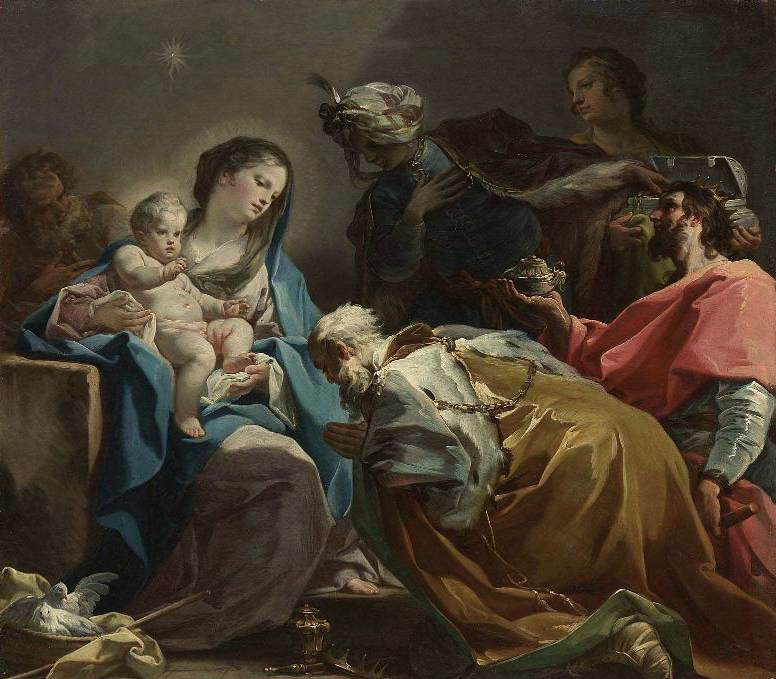
Corrado Giaquinto, Adoration des mages, 1725
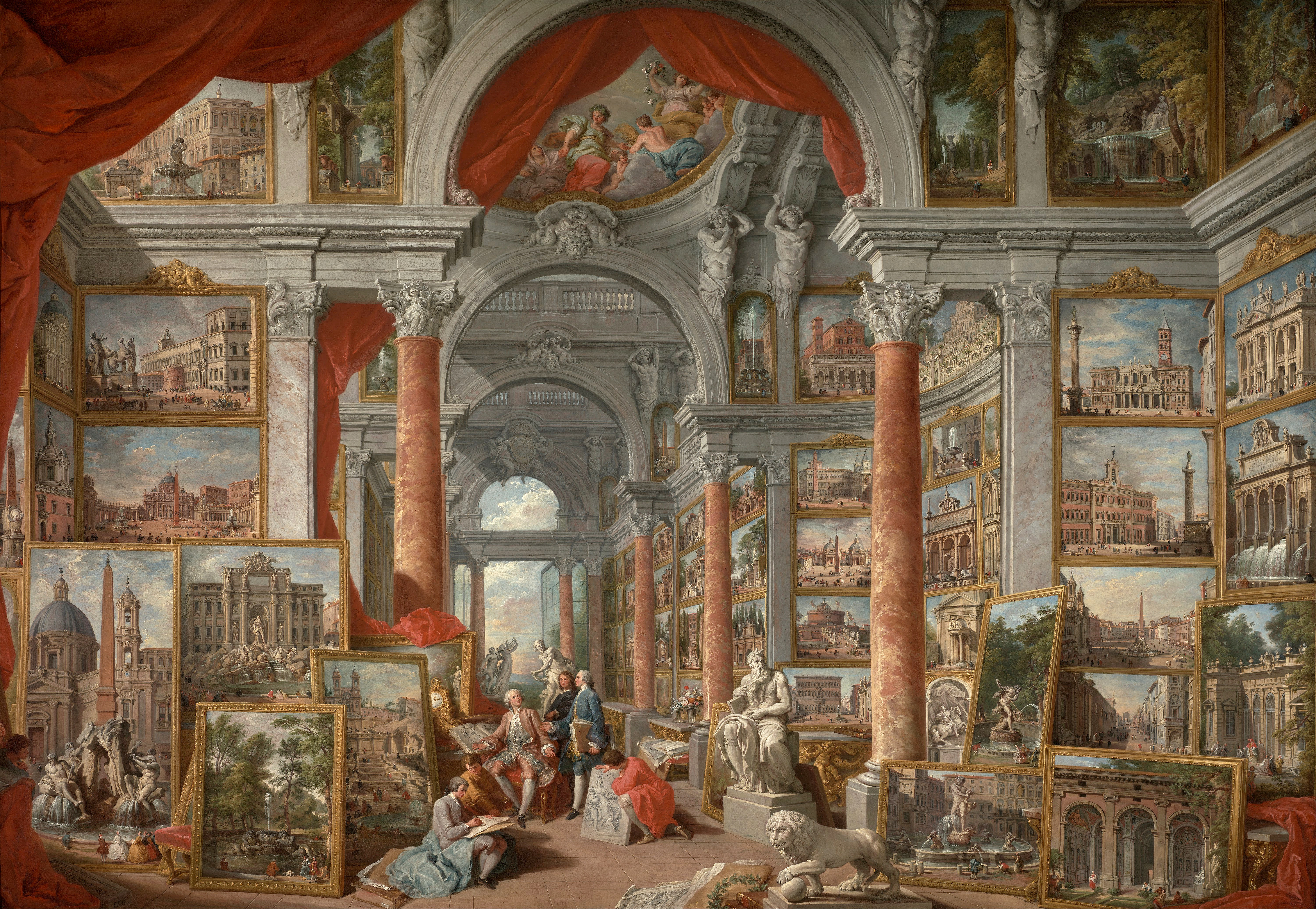
Giovanni Paolo Panini, Galerie de vues de la Rome moderne , 1757
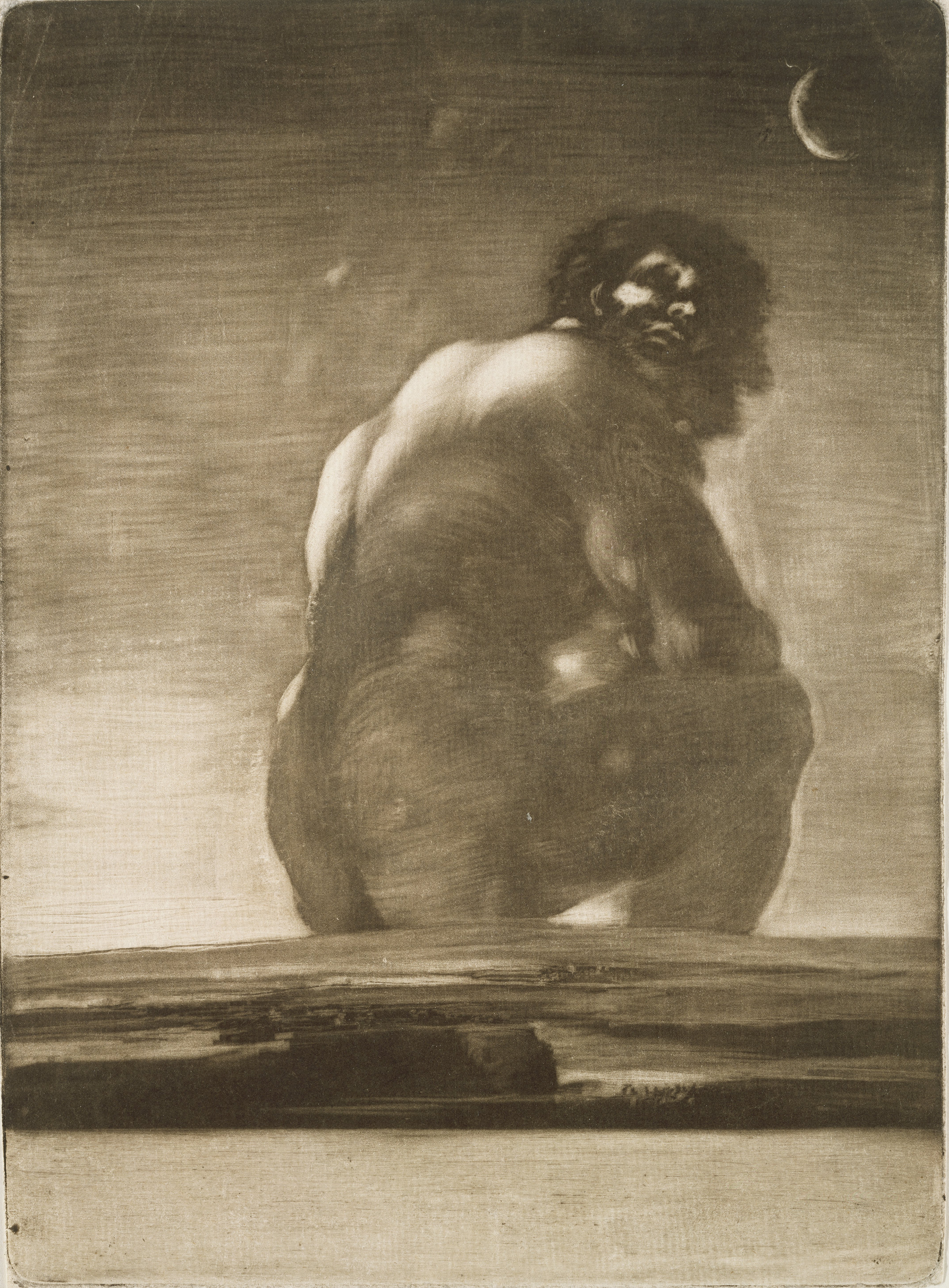
Francisco Goya, Géant assis, 1818
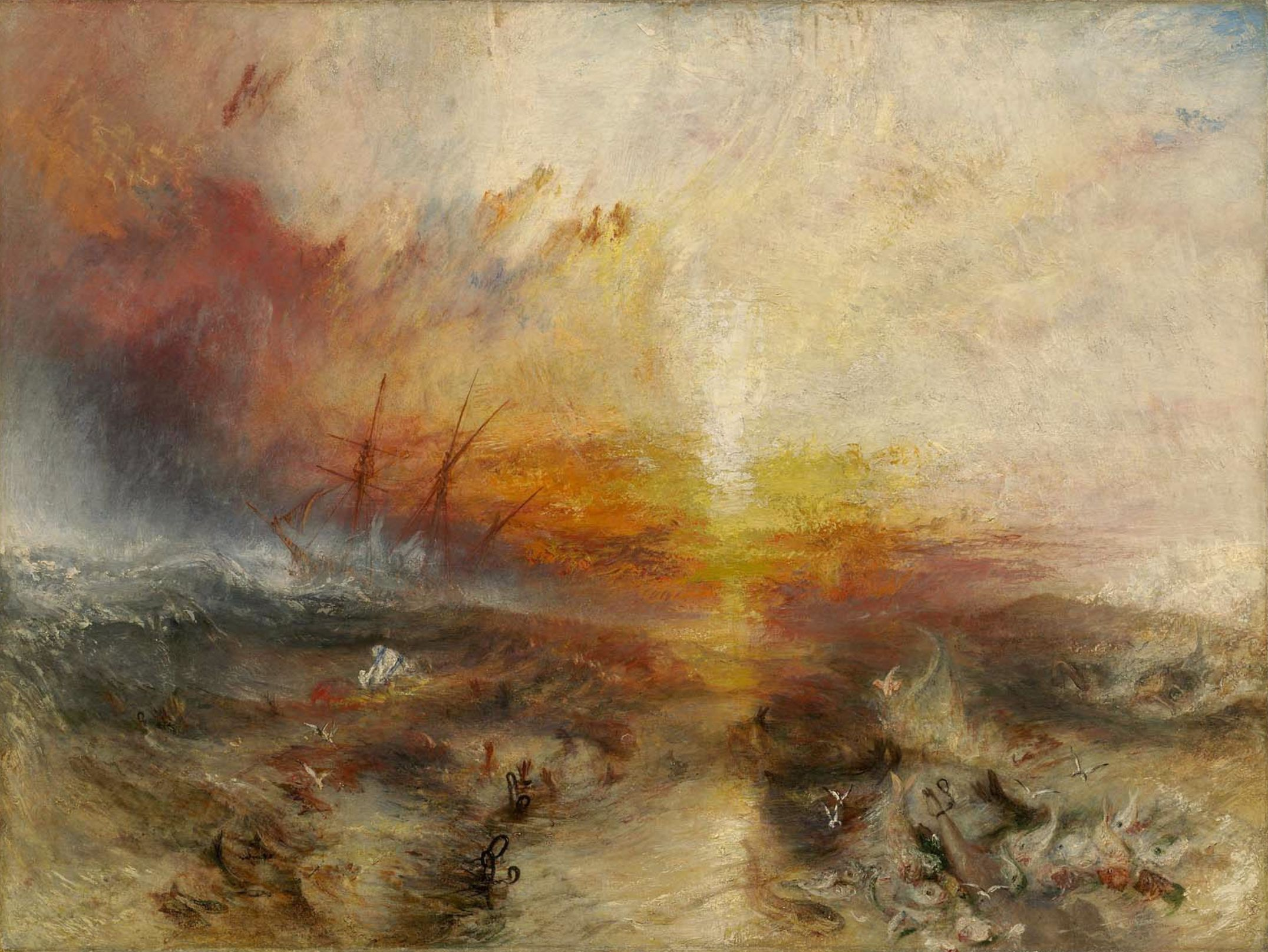
J.M.W. Turner, Le Négrier, 1840
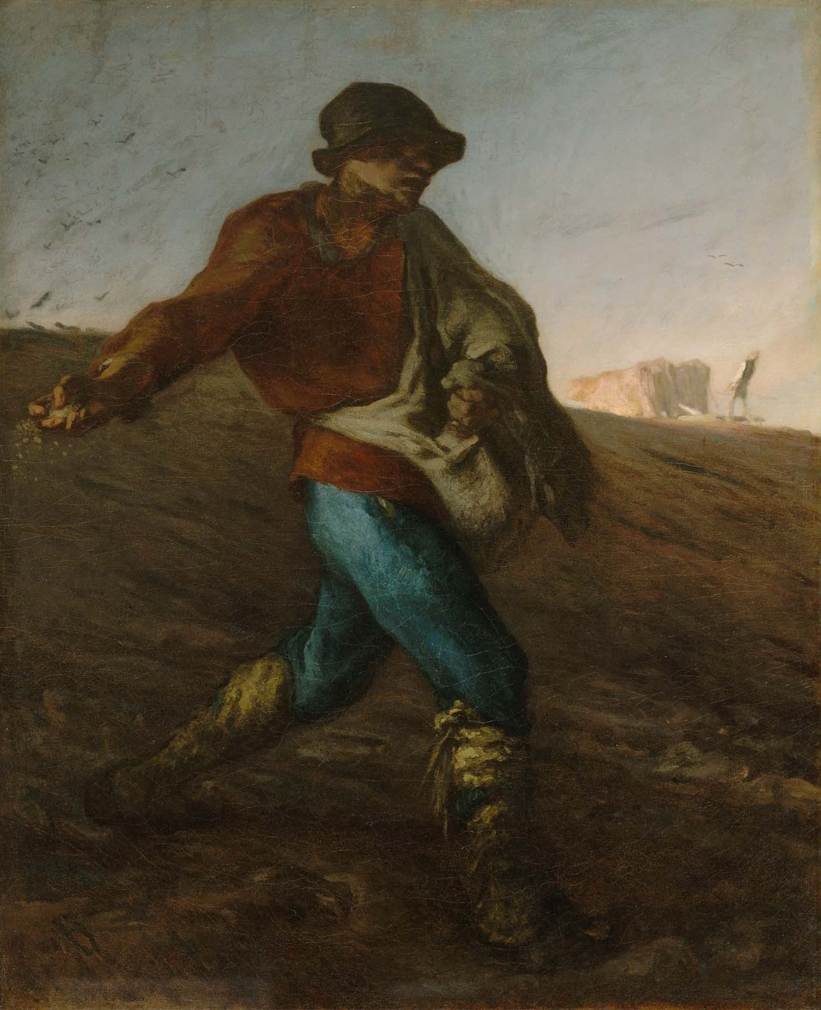
Jean-François Millet, Le Semeur, 1850.
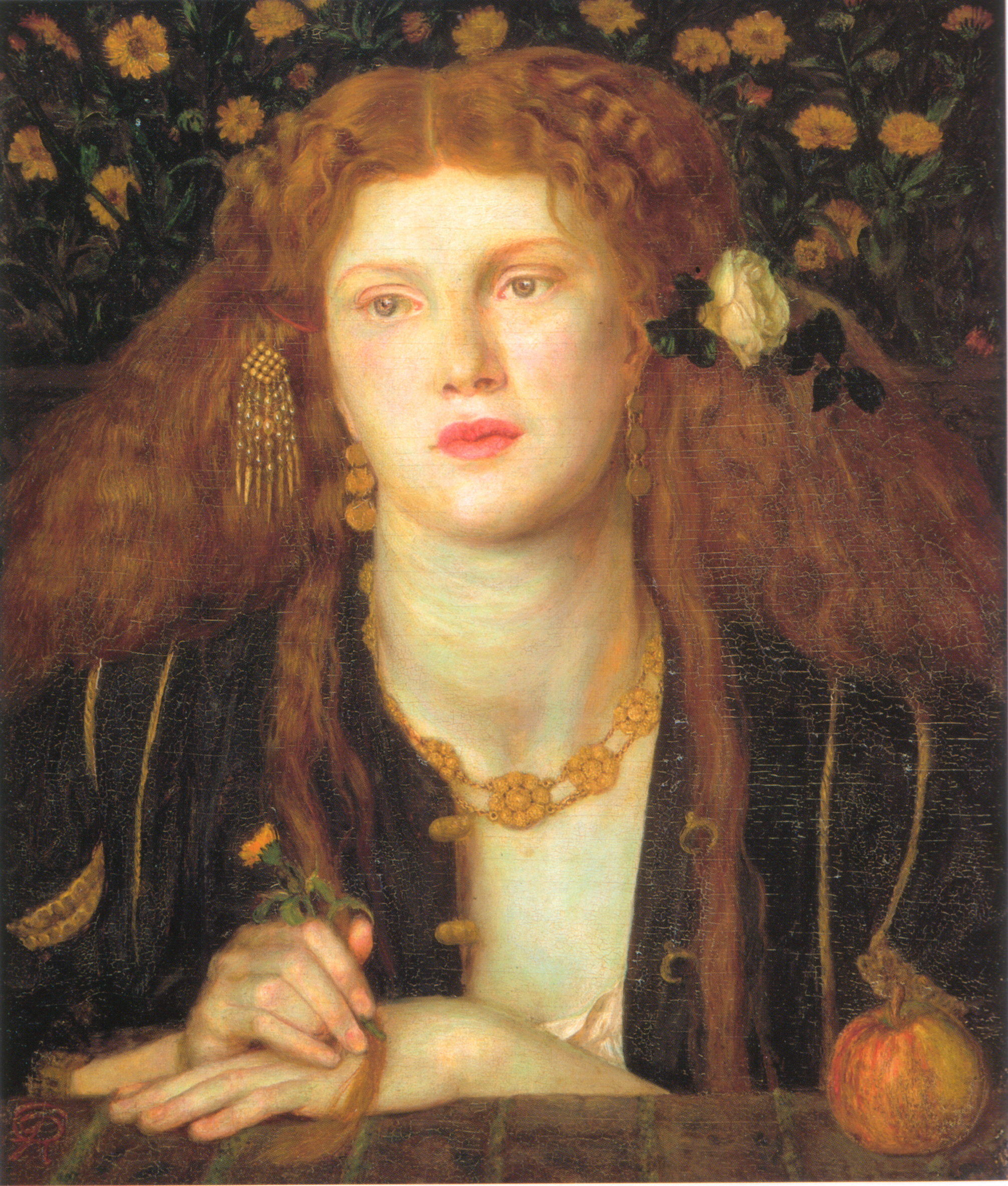
Dante Gabriel Rossetti, Bocca Baciata, 1859
Édouard Manet, La Chanteuse de rue, 1862
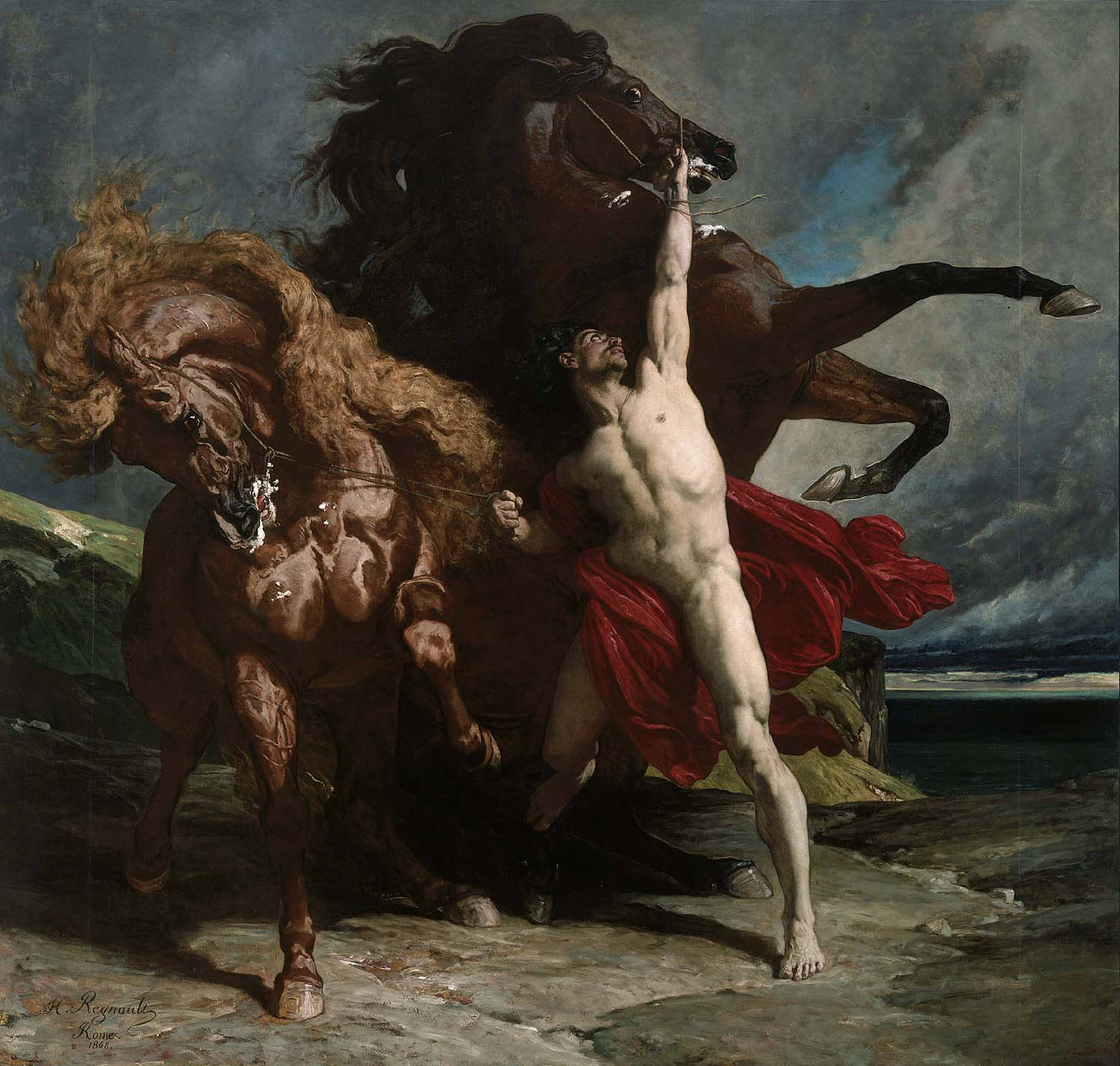
Henri Regnault, Automédon avec les chevaux d'Achille, 1868
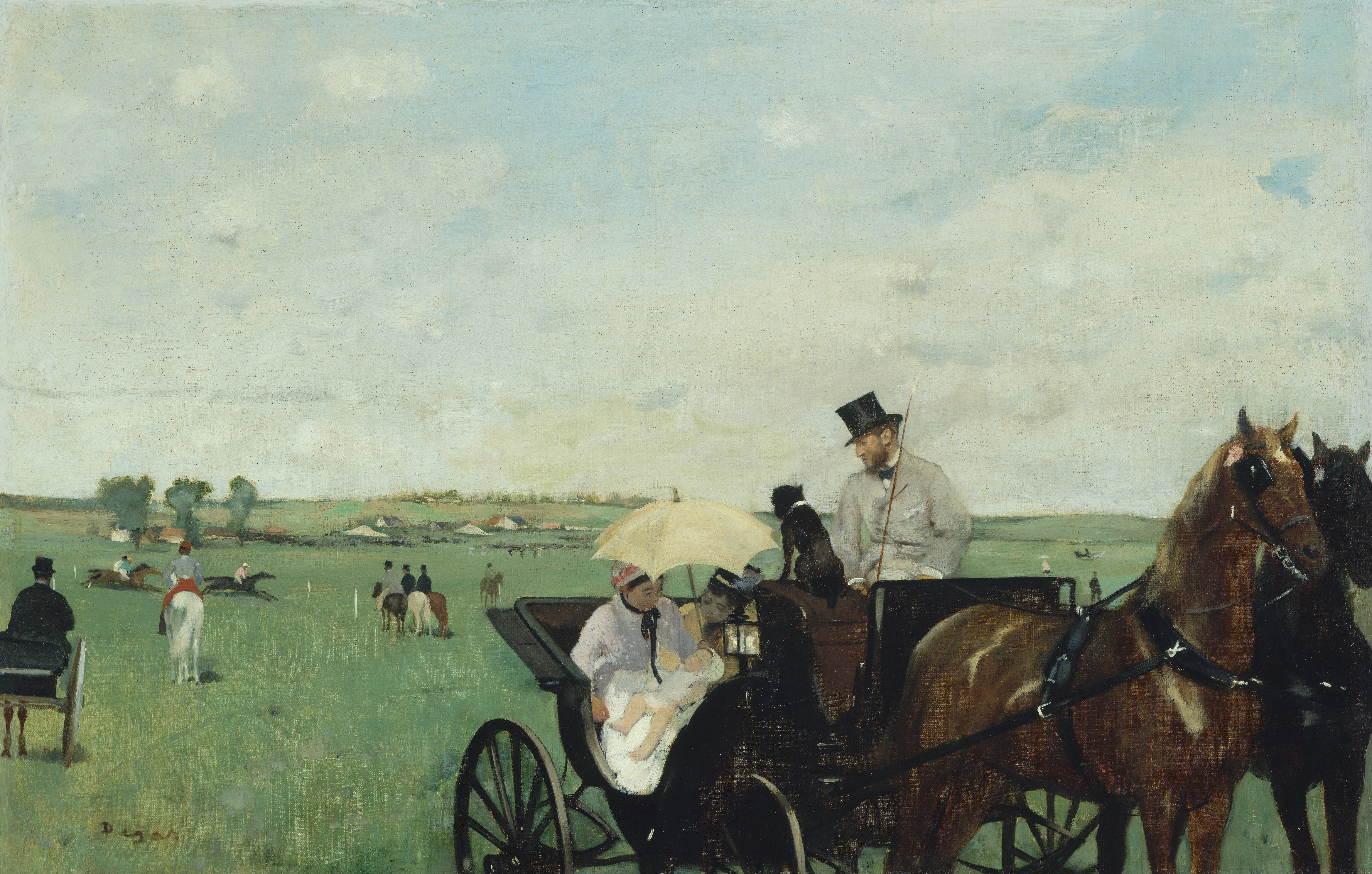
Edgar Degas, Aux courses à la campagne, 1869
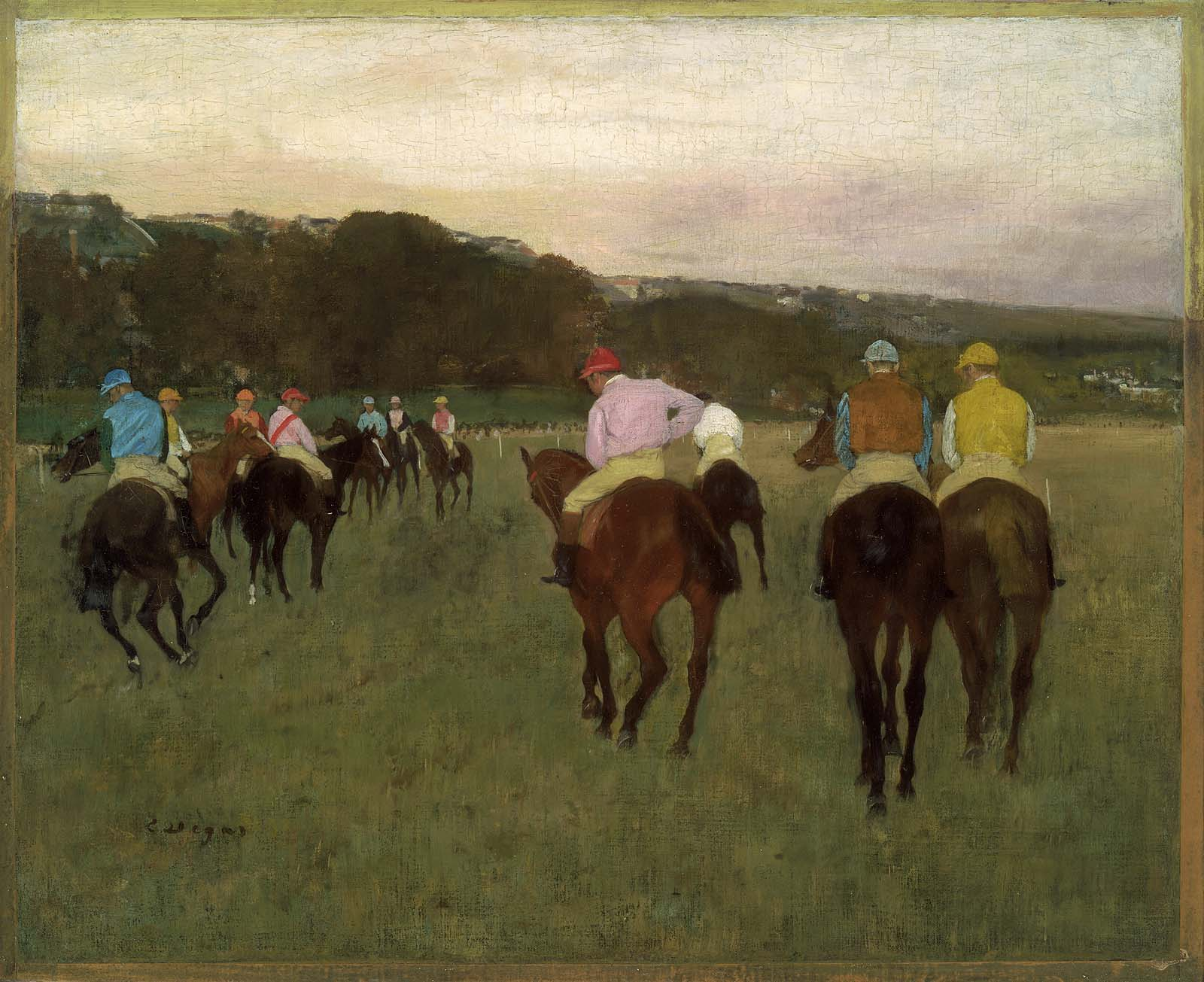
Edgar Degas, Chevaux de course à Longchamp, 1873–1875
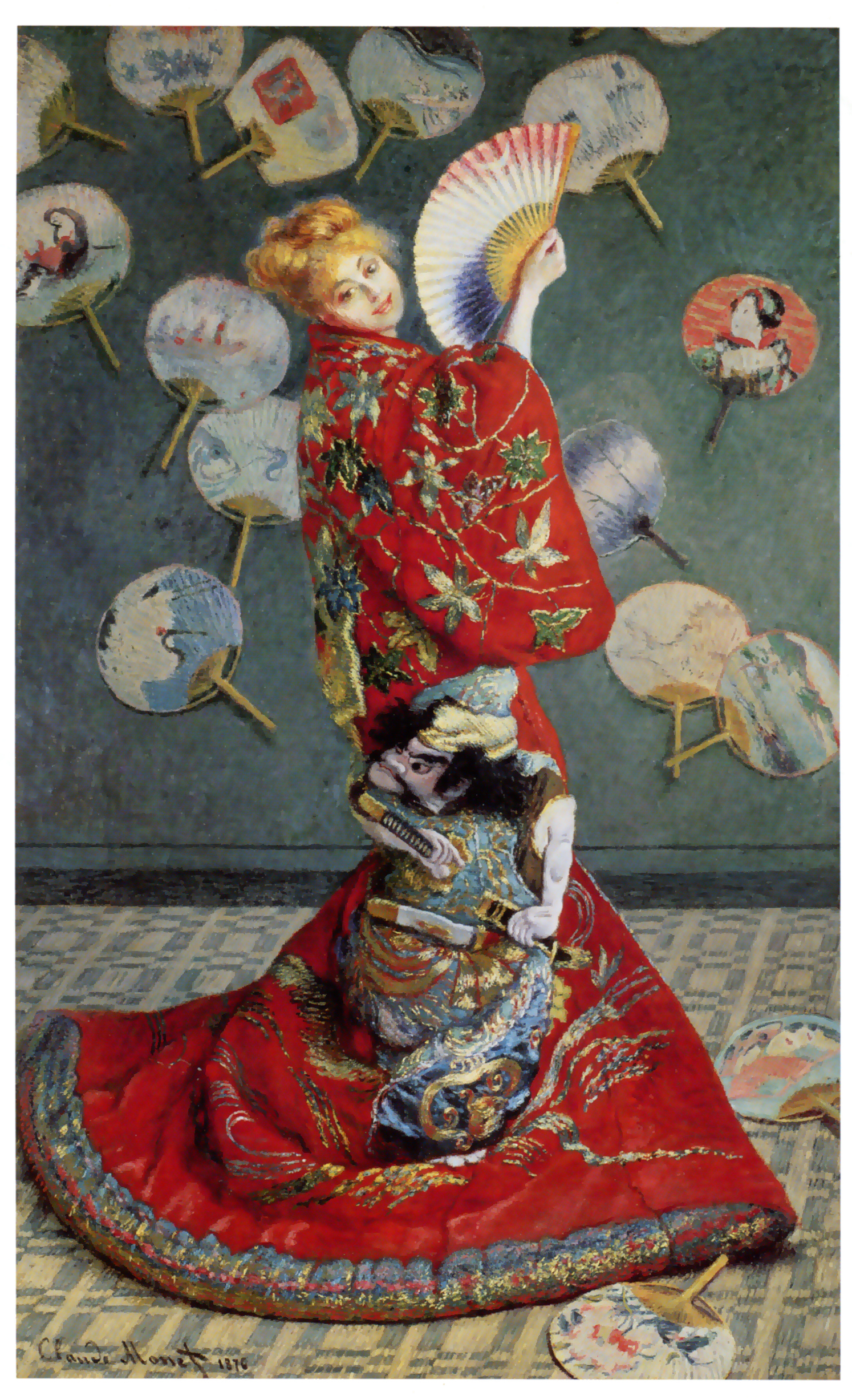
Claude Monet, La Japonaise, 1876
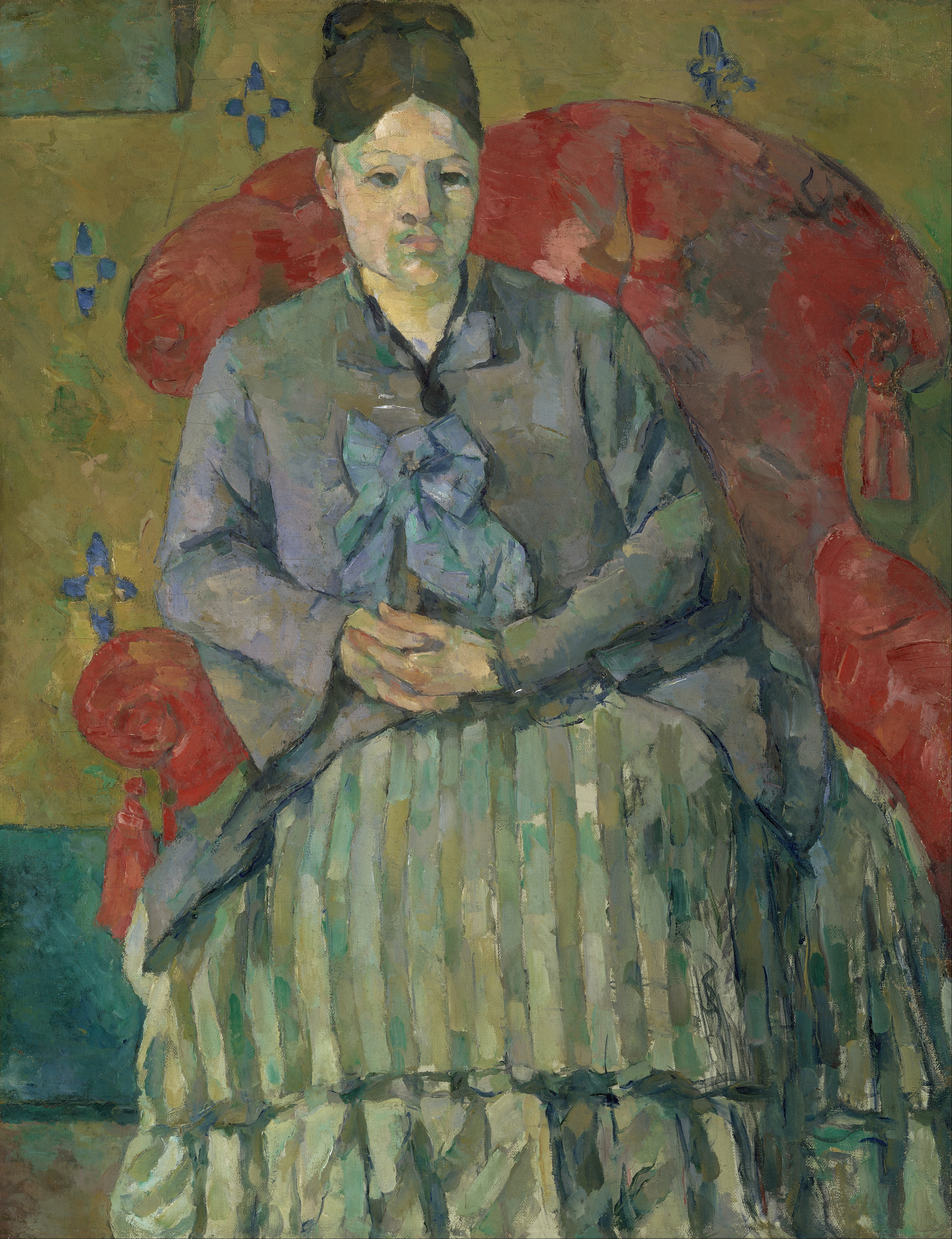
Paul Cézanne, Madame Cézanne dans un fauteuil rouge, 1877
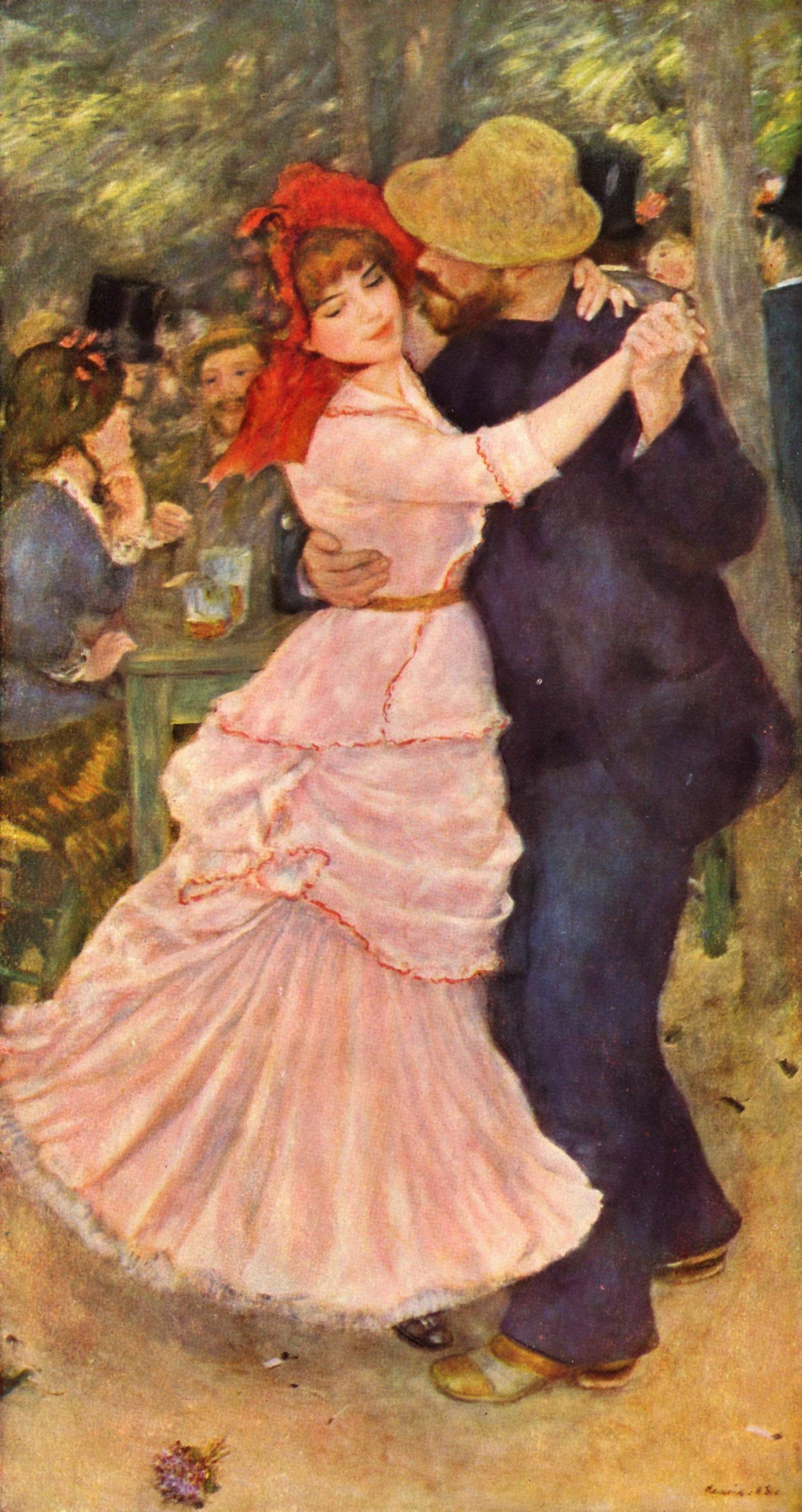
Auguste Renoir, La Danse à Bougival, 1882-1883.
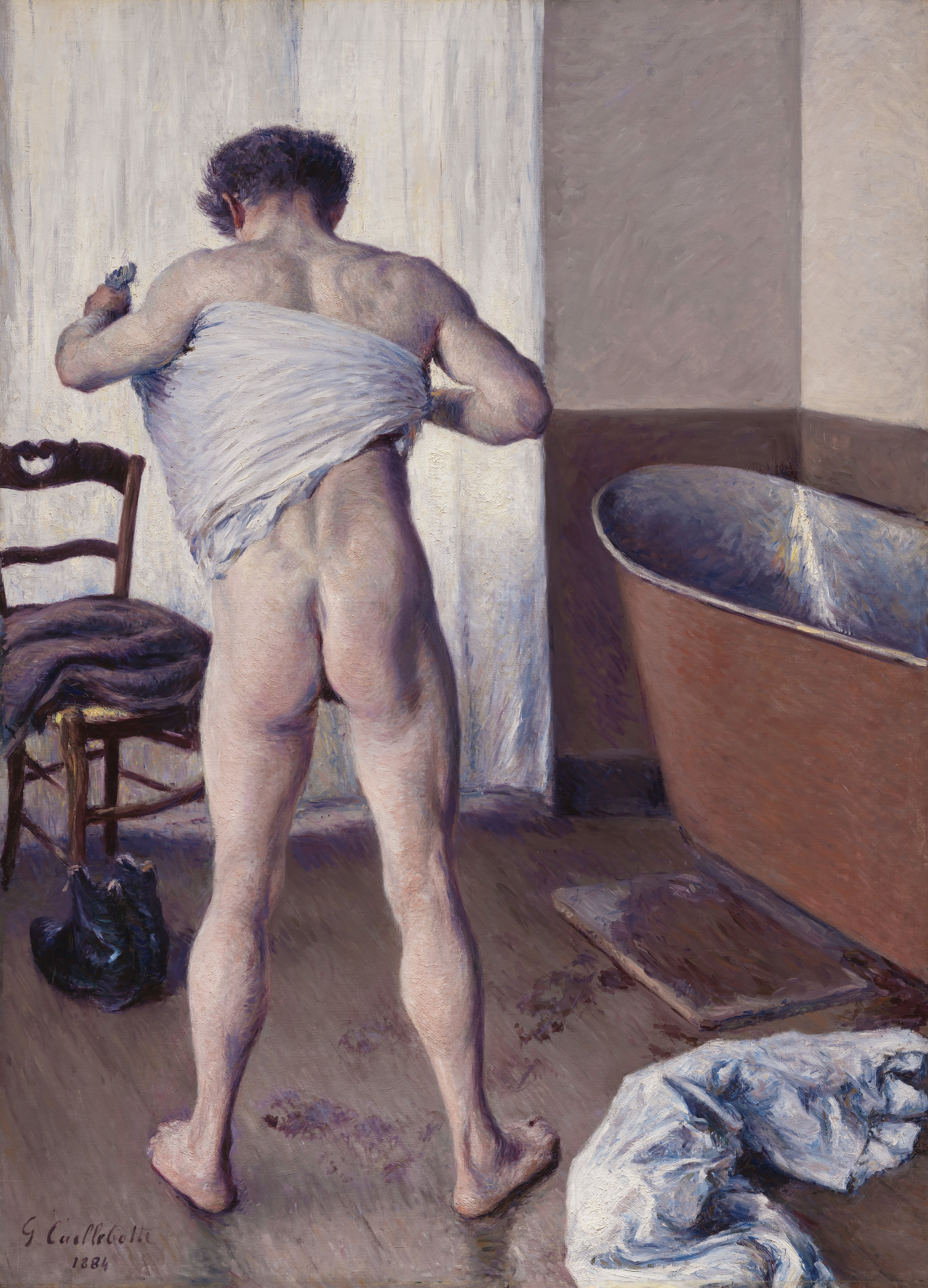
Gustave Caillebotte, Homme au bain, 1884
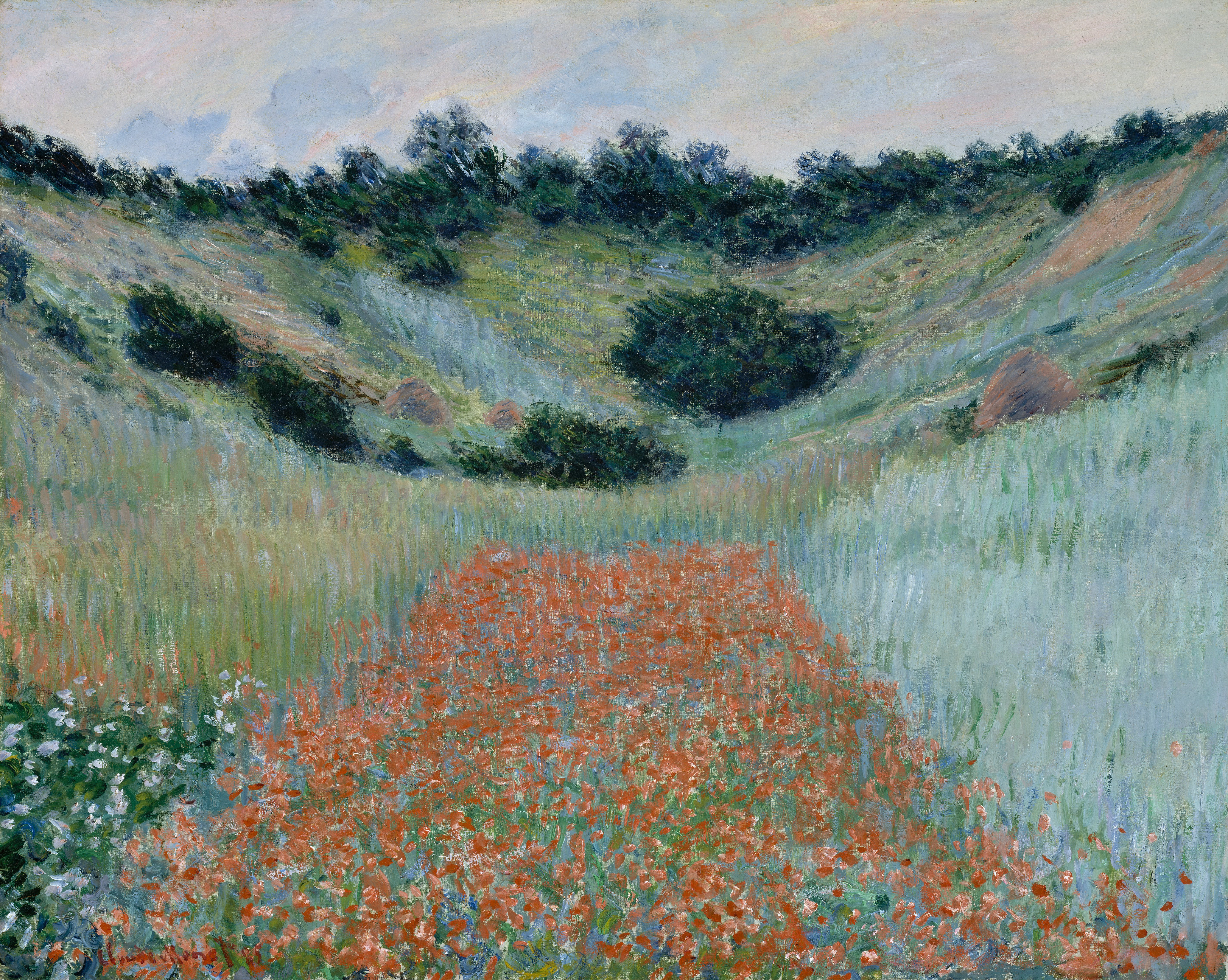
Claude Monet, Champ de coquelicots dans un creux près de Giverny, 1888
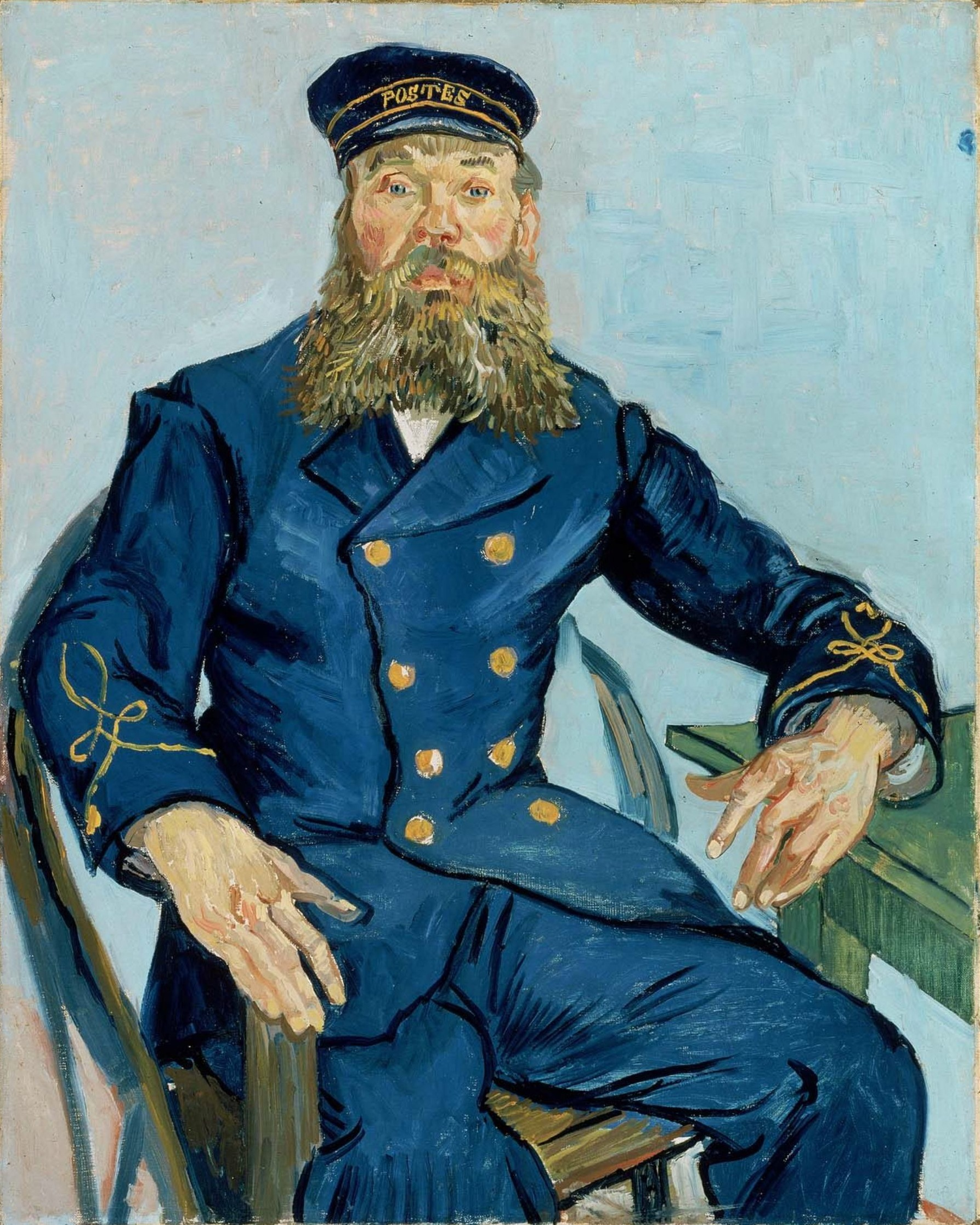
Vincent van Gogh, Joseph Roulin assis, 1888.
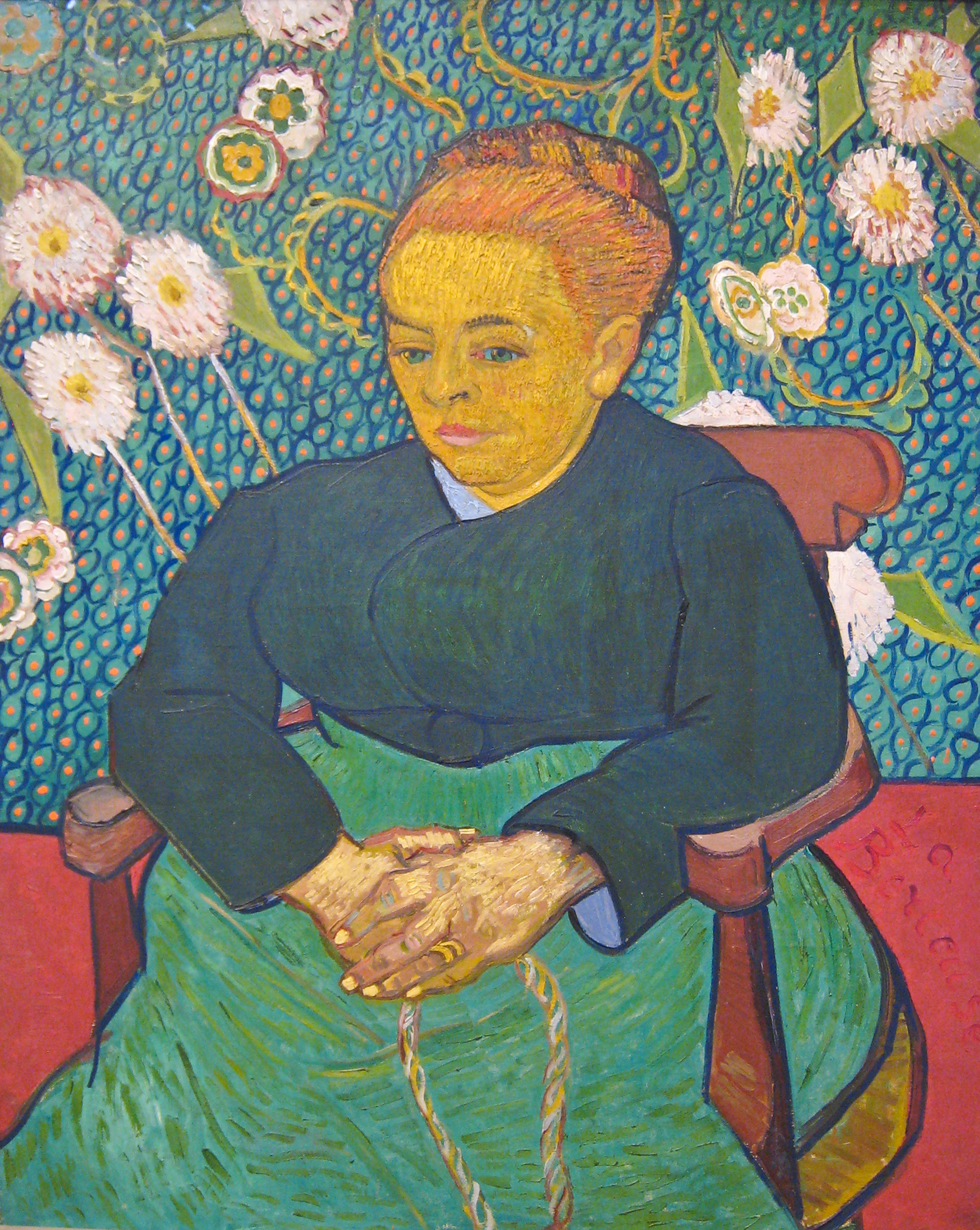
Vincent van Gogh, La Berceuse, 1889
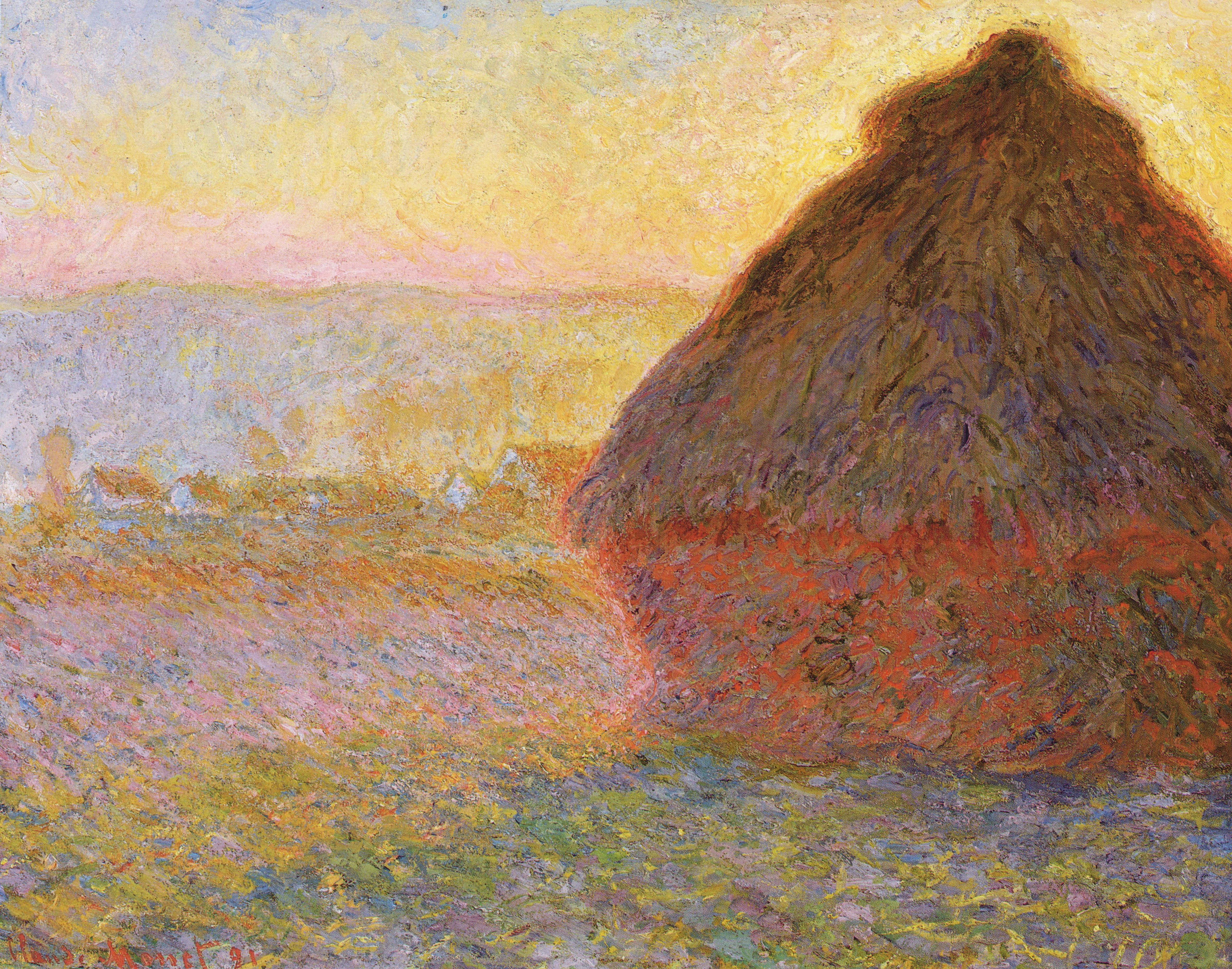
Claude Monet, Meule de paille au coucher du soleil, 1890-91
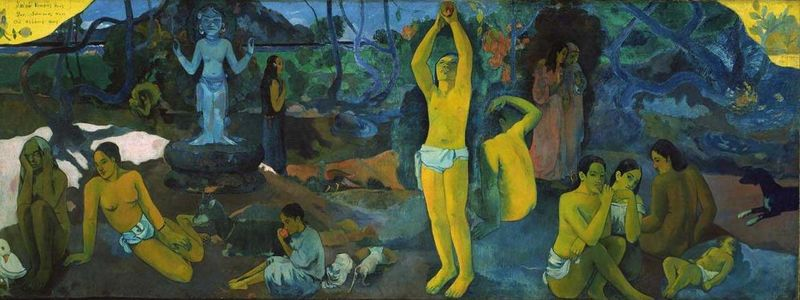
Paul Gauguin, D'où venons-nous ? Que sommes-nous ? Où allons-nous ?, 1897.
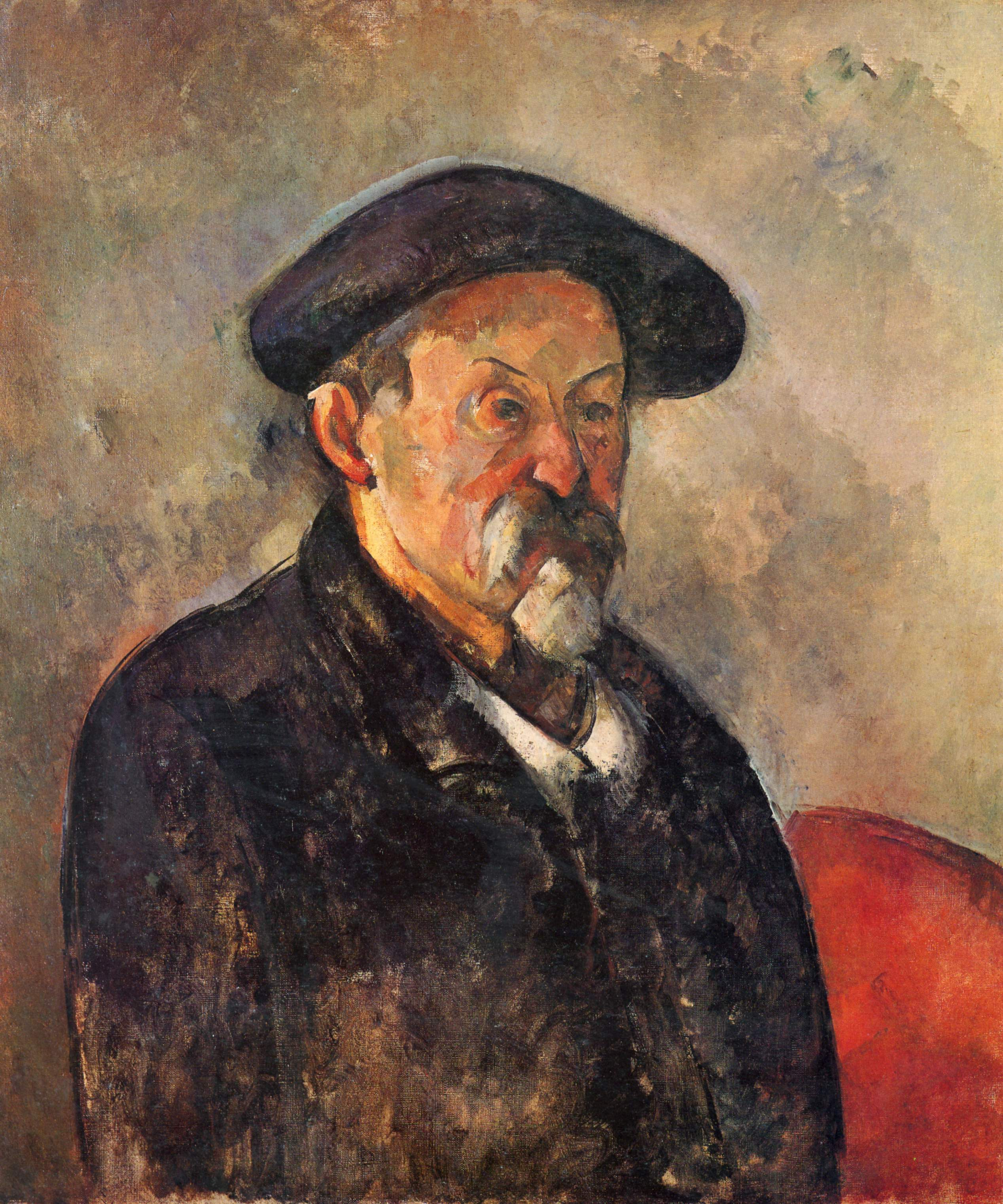
Paul Cézanne, Autoportrait, 1898-1900.

#### Sculpture
Le musée attire l'attention sur 158 sculptures, dont :
- Sarah Bernhardt, Fantastic Inkwell (Self-Portrait as a Sphinx), 1880[47]
- Arnold Böcklin, Tête de Méduse, vers 1894[48]
- Girolamo Campagna, groupe en bronze représentant les quatre évangélistes soutenant le globe terrestre, sur lequel se dresse Dieu le Père bénissant, après 1593[49]
- Antonio Canova, Bust of Beatrice, 1819–22[50]
- Edgar Degas, Tête d'une femme (Mademoiselle Salle), modelé en 1892, fonte en bronze après 1919[51]
- Augustin Pajou, Buste de Madame Sedaine, 1781[52]
- Georg Petel (en), The Three Graces, vers 1624[53]
- Pablo Picasso, Head of a Woman, 1909[54]
- Auguste Rodin, Eternal Springtime, modelé vers 1881, fonte vers 1916–17[55]
- Auguste Rodin , Psyché, 1899[56]